# Afera Volkswagena

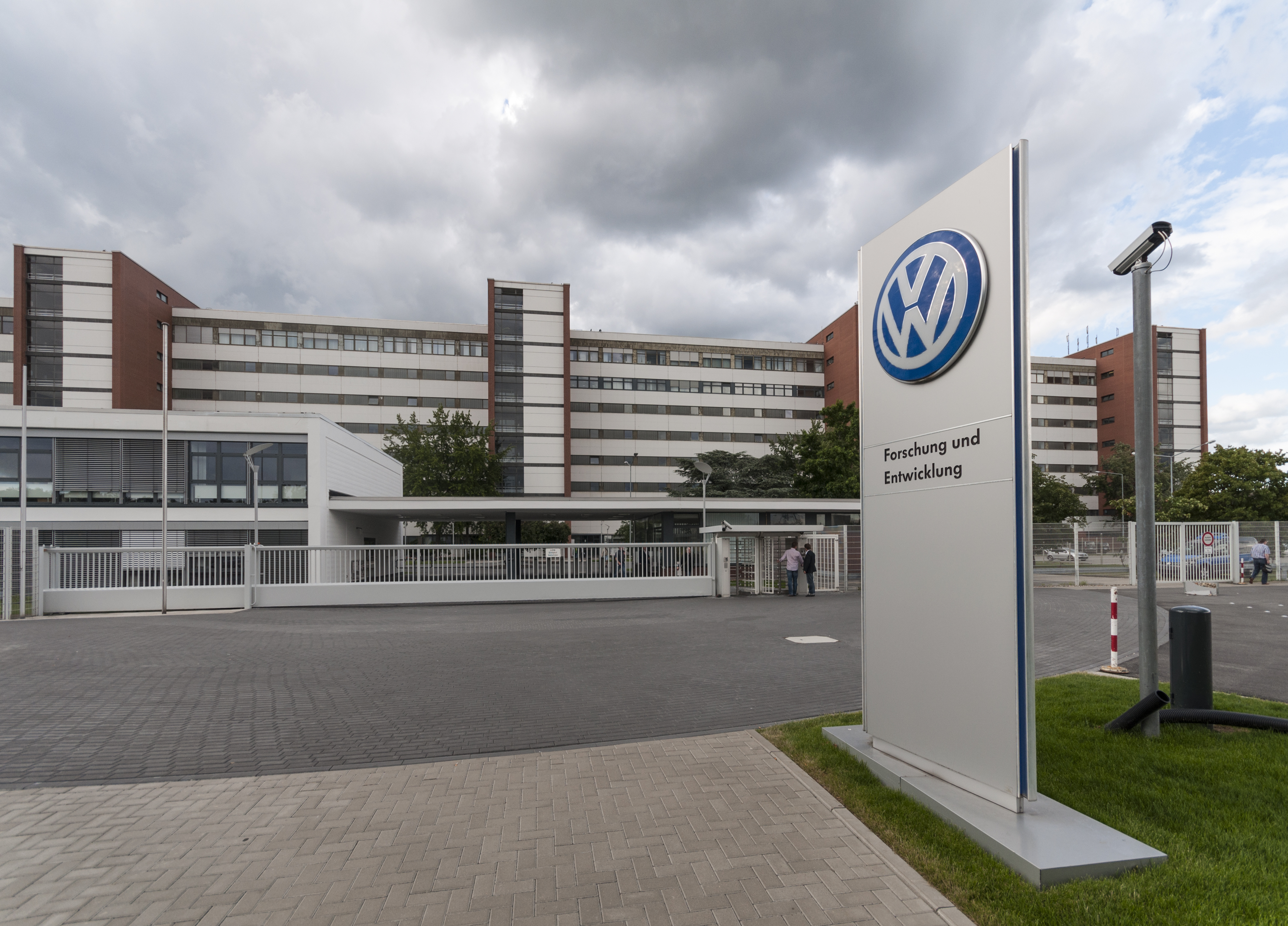
Budynek Działu Badań i Rozwoju Volkswagena w Wolfsburgu

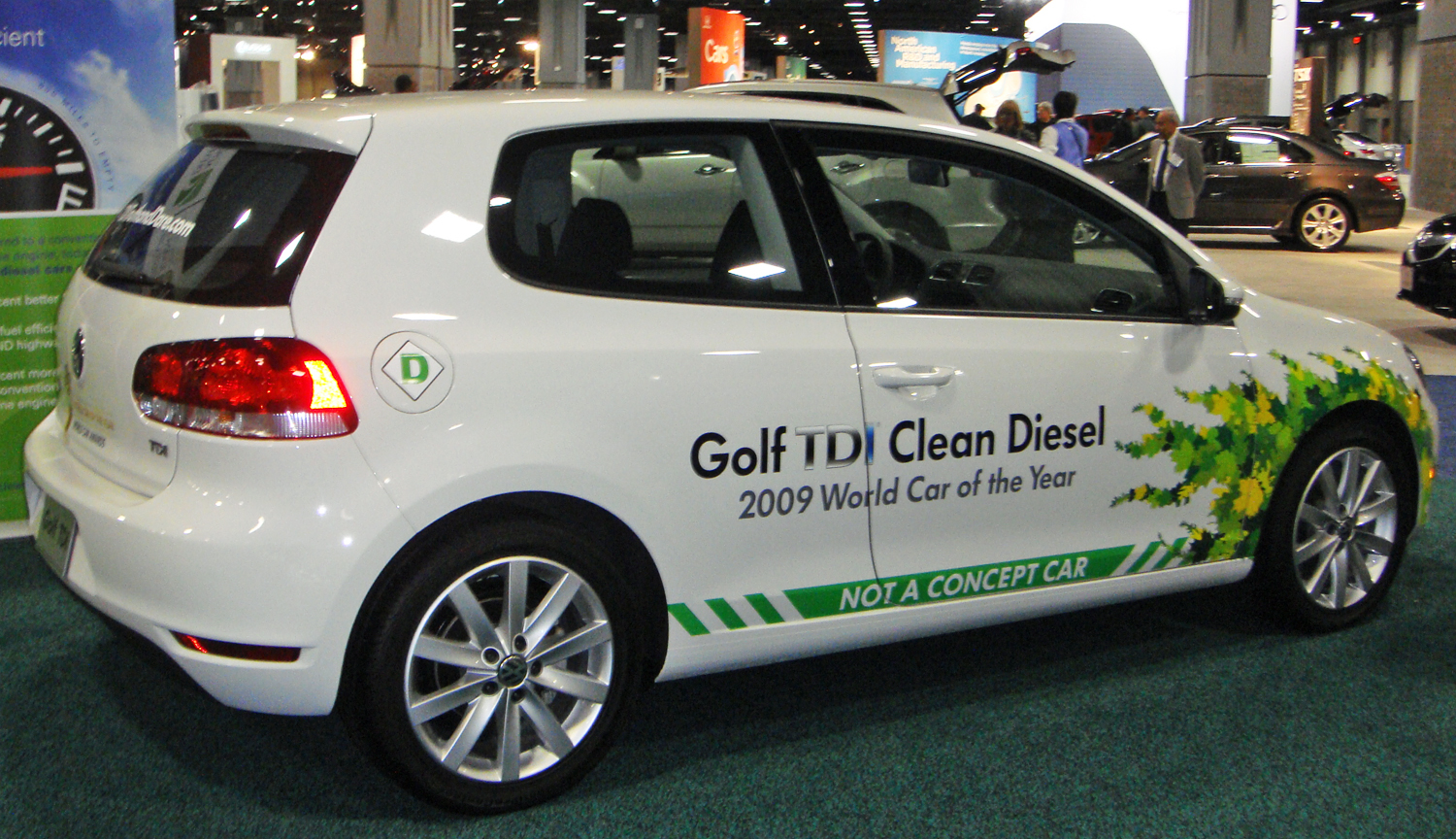
Volkswagen Golf

Afera Volkswagena, potocznie volkswagengate lub dieselgate – ujawniony we wrześniu 2015 roku, proceder montowania w samochodach produkowanych przez koncern Volkswagen Group oprogramowania, pozwalającego na manipulację wynikami pomiarów emisji z układu wydechowego.
18 września 2015 roku amerykańska Agencja Ochrony Środowiska (Environmental Protection Agency – EPA) wystosowała do niemieckiego producenta aut – Grupy Volkswagen – notę o naruszeniu Ustawy o Czystym Powietrzu (Clean Air Act), po tym jak na jaw wyszedł fakt, że producent samochodów celowo zaprogramował silniki Diesla TDI (Turbo diesel Direct Injection – turbodoładowane silniki Diesla z wtryskiem bezpośrednim), tak aby ograniczenia emisji zanieczyszczeń były aktywowane jedynie podczas laboratoryjnych testów emisji spalin. Zainstalowane oprogramowanie spowodowało, że emisja tlenku azotu w pojazdach niemieckiego producenta spełniała amerykańskie normy podczas wymaganych testów, natomiast podczas jazdy w warunkach drogowych była do 40 razy wyższa. Szacuje się, że około 11 milionów samochodów na świecie i pół miliona w Stanach Zjednoczonych, wyprodukowanych między rokiem 2009 a 2015, miało zainstalowane takie oprogramowanie.
Te odkrycia były wynikiem badań nad rozbieżnościami dotyczącymi emisji spalin pomiędzy europejskimi a amerykańskimi modelami pojazdów – zleconych w 2014 przez Międzynarodową Radę Czystego Transportu (International Council on Clean Transportation – ICCT) i podsumowujących dane z trzech różnych źródeł dotyczące 15 pojazdów. Wśród badających problem znajdowała się także grupa pięciu naukowców z Uniwersytetu Wirginii Zachodniej, którzy wykryli dodatkową emisję zanieczyszczeń w dwóch z trzech samochodów z silnikiem Diesla podczas testów drogowych w czasie rzeczywistym. ICCT zakupiła również dane z dwóch innych źródeł. W maju 2014 udostępniła swoje ustalenia kalifornijskiej Agencji ds. Zasobów Powietrza (California Air Resources Board – CARB).
Volkswagen stał się celem dochodzeń w wielu krajach, a wartość akcji koncernu spadła o jedną trzecią w ciągu kilku dni od wybuchu afery. Prezes Grupy Volkswagena Martin Winterkorn podał się do dymisji, a szef rozwoju marki Heinz-Jakob Neusser, szef badań i rozwoju Audi Ulrich Hackenberg oraz szef badań i rozwoju Porsche Wolfgang Hatz zostali zawieszeni. Volkswagen ogłosił plany wydatkowania 7,3 mld dolarów na naprawę problemów z emisją spalin oraz plany naprawy pojazdów, których ten problem dotyczy, w ramach akcji serwisowej. Skandal ten podniósł świadomość społeczną dotyczącą wyższych poziomów zanieczyszczeń emitowanych przez pojazdy wielu różnych producentów samochodów, które w rzeczywistych warunkach drogowych mogą przekraczać dopuszczalne prawnie limity emisji spalin. Badania przeprowadzone przez ICCT i ADAC wykazały największe odchylenia w samochodach marki Volvo, Renault, Jeep, Hyundai, Citroen i FIAT. Rozgorzała dyskusja na temat tego, że maszyneria sterowana przez oprogramowanie komputerowe jest generalnie podatna na manipulacje i oszustwa, a wyjściem z tej sytuacji byłoby, gdyby kod źródłowy oprogramowania był udostępniany publicznie.

## Tło

### System oczyszczania spalin VW
W 2005 roku, część koncernu VW zamierzała zakupić system BlueTec Mercedesa w celu redukcji zanieczyszczeń, druga strona natomiast odrzuciła ten pomysł i wolała rozwijać własny system.
Począwszy od modeli samochodów z roku 2009 ze „sterowanym elektronicznie układem bezpośredniego wtrysku common rail z pompą wysokiego ciśnienia firmy Bosch”, Grupa Volkswagen rozpoczęła przechodzenie od lekkich osobowych turbodoładowanych silników Diesla z bezpośrednim wtryskiem (TDI) do systemu wtrysku paliwa common rail. Ten system pozwala na bardziej precyzyjne dostawy paliwa za pomocą elektronicznie sterowanych wtryskiwaczy paliwa i wyższego ciśnienia wtrysku, co teoretycznie prowadzi do lepszej atomizacji paliwa, lepszej regulacji stężenia mieszanki powietrzno-paliwowej, a co za tym idzie, większej kontroli emisji szkodliwych substancji. Sprzedaż modeli roku 2009 rozpoczęto w 2008.
Wraz z zastosowaniem filtra cząstek stałych wychwytującego sadzę, a w niektórych modelach pojazdów, systemu oczyszczania spalin na bazie mocznika, silniki zostały określone przez koncern Volkswagena jako tak czyste, lub nawet czystsze w odniesieniu do amerykańskich i kalifornijskich wymogów prawnych, a jednocześnie zapewniające dobre osiągi. W rzeczywistości, system ten nie zdołał pogodzić niskiego zużycia paliwa z emisją tlenków azotu NOx zgodną z obowiązującymi normami i Volkswagen zdecydował się jeszcze przed rokiem 2010 na zaprogramowanie systemu kontroli silnika, który przełączałby tryb niskiego zużycia paliwa i wysokiej emisji tlenków azotu NOx na tryb niskiej i zgodnej z normami emisji substancji toksycznych, w momencie stwierdzenia, że pojazd poddawany jest testowi na emisję zanieczyszczeń, w szczególności w odniesieniu do silnika EA 189. To spowodowało, że silnik w trakcie codziennej pracy emitował ilości tlenków azotu NOx powyżej obowiązujących limitów, a poziom emisji był zgodny z amerykańskimi standardami emisji NOx jedynie w momencie testów. Gazeta Der Spiegel donosiła, że co najmniej 30 osób z kierownictwa VW wiedziało o tym oszustwie od lat, VW jednak temu zaprzecza.
Od 2014 roku, VW jest zarejestrowany ze wskaźnikiem według standardów CAFE (Corporate Average Fuel Economy) 34 mpg-US (6.9 L/100 km; 41 mpg-imp). Niskie poziomy emisji substancji toksycznych pojazdów Volkswagena testowanych z zastosowaniem urządzenia fałszującego, umożliwiły koncernowi uzyskanie dotacji na samochody ekologiczne oraz zwolnień podatkowych w USA.

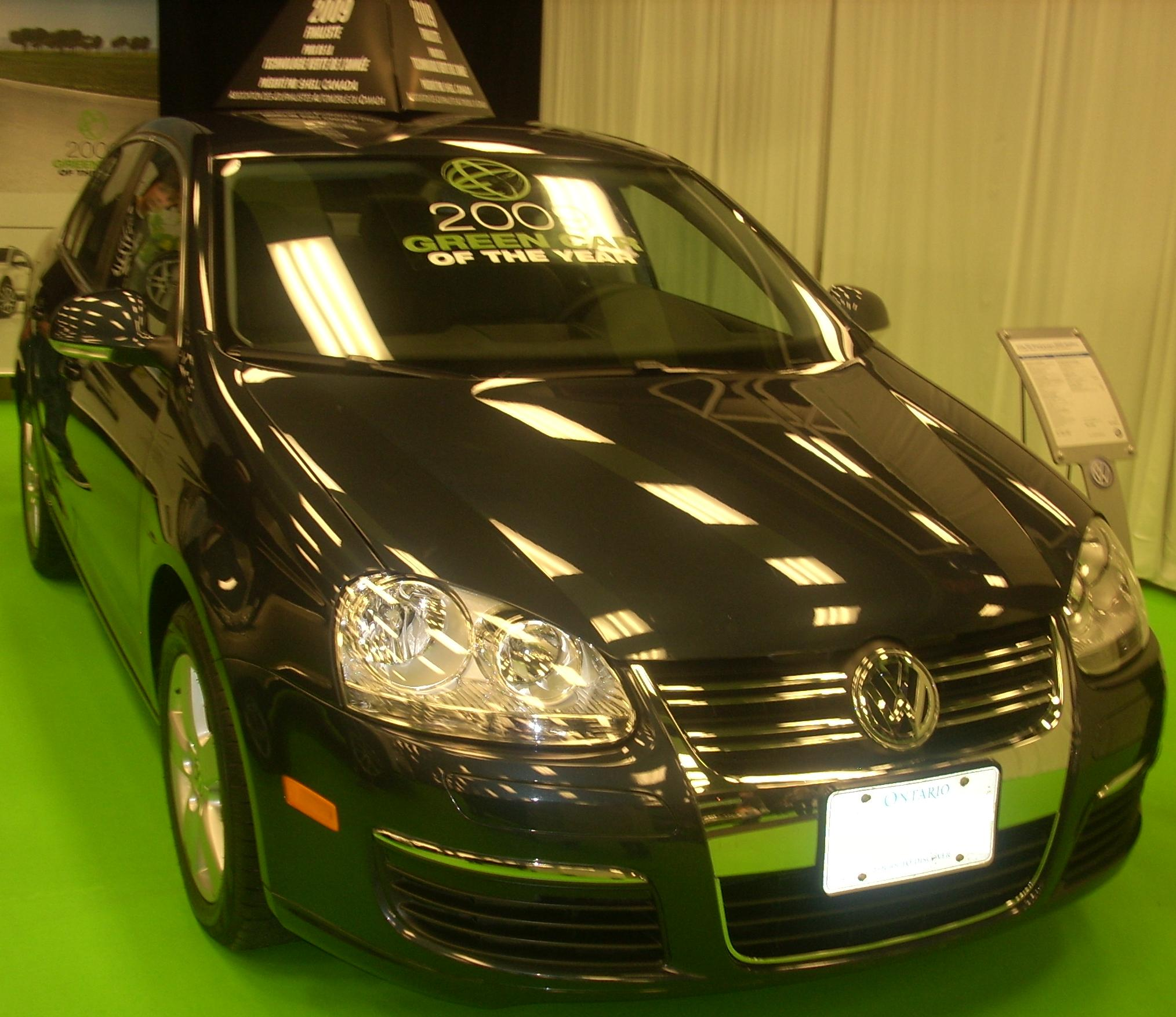
Volkswagen Jetta Diesel Sedan rocznik 2009 został wybrany Ekologicznym Samochodem Roku (Green Car of the Year). Nagroda została cofnięta na początku października 2015.
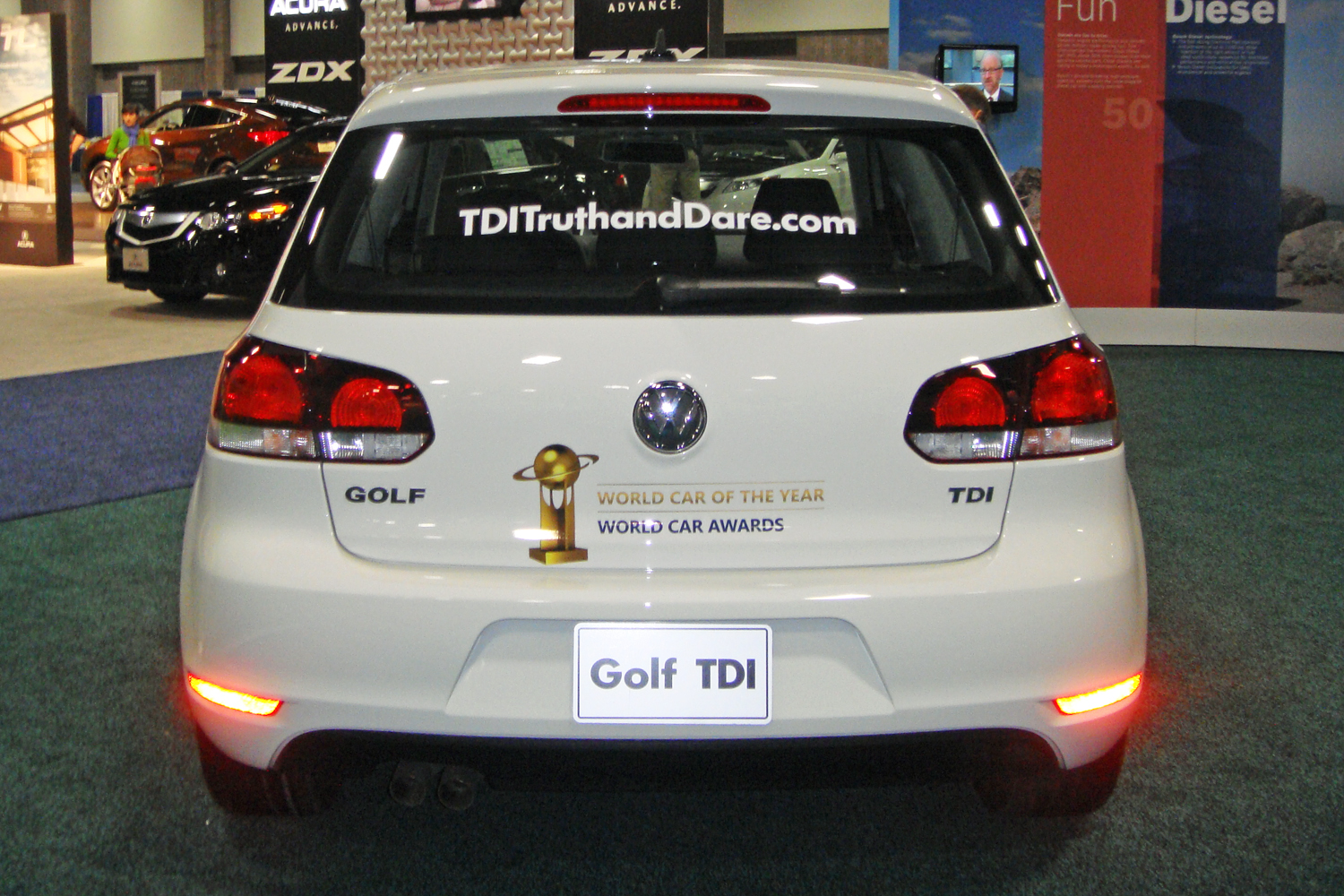
Reklama kampanii Volkswagen TDI TruthandDare.com Clean Diesel[33][34][35][36] umieszczona na modelu samochodu VW Golf TDI podczas Auto Show w Waszyngtonie w 2010. (2009-4, 2009-7)
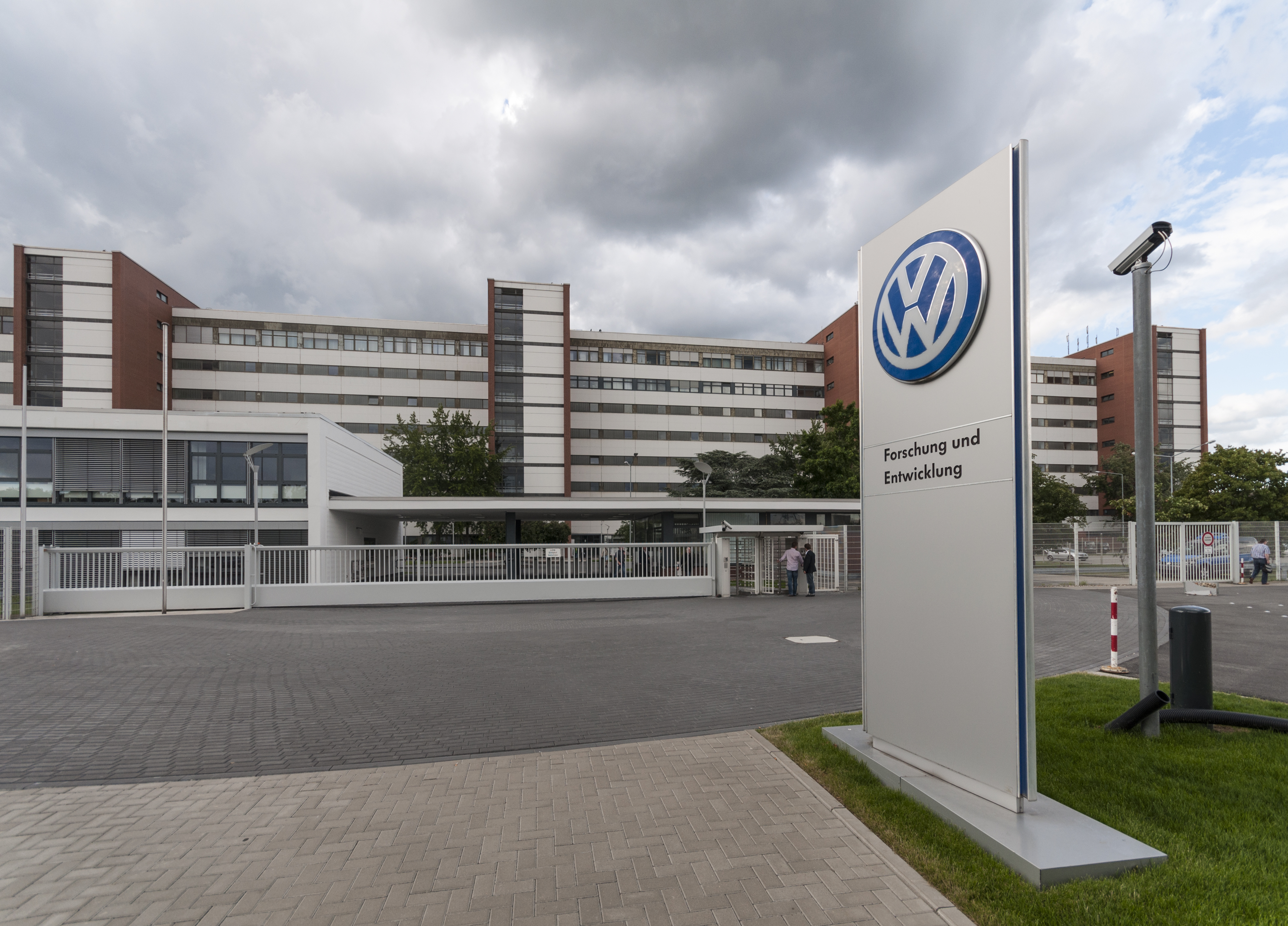
Budynek ośrodka badawczo-rozwojowego Volkswagena w Wolfsburgu
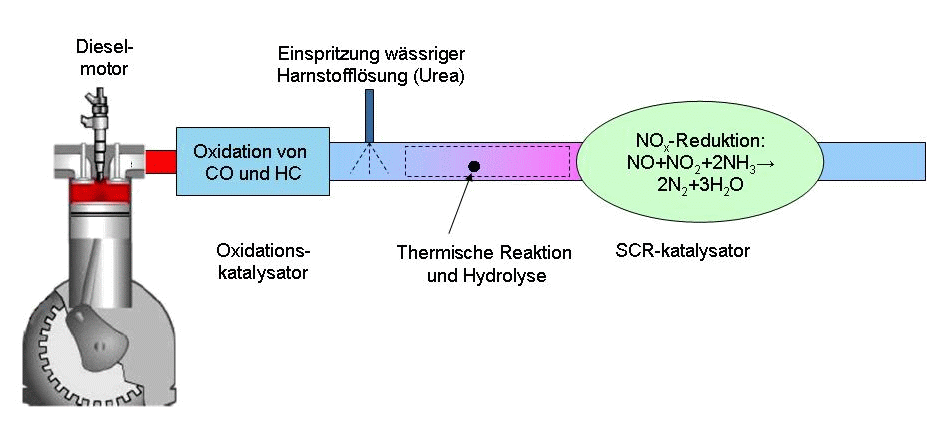
Rysunek przedstawiający system selektywnej redukcji katalitycznej (selective catalyticc reduction – SCR) który wykorzystuje AdBlue (diesel exhaust fluid – DEF)

### Pierwsze ostrzeżenia
W roku 2011 Wspólne Centrum Badawcze Komisji Europejskiej (European Commission’s Joint Research Centre) opublikowało raport, w którym stwierdzono, że wszystkie testowane samochody z silnikiem Diesla emitują 0,93 ±0,39 g / km, a testowane pojazdy z silnikiem Diesla Euro 5 emitują 0,62 ±0,19 g/km. To znacznie przekracza stosowny limit emisji dla Euro 3-5. W 2013 roku ośrodek badawczy ostrzegł:

Czujniki i elementy elektroniczne w nowoczesnych samochodach osobowych oraz lekkich dostawczych są zdolne do „wykrywania”, że rozpoczyna się test emisji zanieczyszczeń w laboratorium na podstawie warunków pracy silnika (na przykład na podstawie działania czujników przyspieszenia lub obrotów i pracy kół). Niektóre funkcje pojazdu mogą być sprawne jedynie w laboratorium, jeśli aktywowany jest zdefiniowany uprzednio tryb testowy. Wykrywanie testów emisji zanieczyszczeń jest problematyczne z punktu widzenia przepisów prawa dotyczących emisji, ponieważ może to umożliwić korzystanie z urządzeń fałszujących pomiary, które aktywują, modulują, opóźniają lub wyłączają systemy kontroli emisji gazów spalinowych w celu zwiększenia skuteczności tych systemów podczas badania emisji lub też zmniejszenia ich skuteczności w przypadku normalnej pracy i użytkowania pojazdu. Podczas gdy stosowanie urządzeń fałszujących jest zasadniczo zabronione, istnieją wyjątki w przypadkach, gdy jest to konieczne dla ochrony silnika przed uszkodzeniem i zapewnienia bezpiecznego funkcjonowania pojazdu (KE, 2007). Wyjątki te pozostawiają przestrzeń do różnorodnych interpretacji i pozwalają, wraz z obecnie stosowaną procedurą testową, na manipulowanie wynikami pomiarów poziomu emisji zanieczyszczeń [...].

Komisja Europejska i europejskie rządy nie mogły dojść do porozumienia, kto odpowiada za podjęcie stosownych działań. W październiku 2014 roku Departament Transportu Wielkiej Brytanii (Department for Transport) otrzymał raport od ICCT, który stwierdzał, że istnieje „problem zgodności poziomu tlenków azotu w świecie rzeczywistym”, jeśli chodzi o samochody osobowe z silnikiem Diesla. Badania brytyjskiego Departamentu ds. Środowiska, Żywności i Rolnictwa (Department for Environment Food & Rural Affairs – DEFRA) wskazują na znaczne zmniejszenie emisji tlenków azotu (NOx) i cząstek stałych w okresie od roku 1983 do 2014. Ilość w powietrzu lotnych mikrocząsteczek o średnicy 10 mikrometrów – znanych również jako PM10 (włączając cząstki emitowane przez pojazdy z silnikami wysokoprężnymi) – zmniejszyła się o połowę od 1996 roku, pomimo zwiększonej liczby i rozmiarów samochodów z silnikiem Diesla w Wielkiej Brytanii.

### Europejskie rozbieżności
Europejski organ – Rada Czystego Transportu (International Council on Clean Transportation – ICCT) w 2014 roku zleciła badania i otrzymała dane dotyczące 15 pojazdów z trzech źródeł. John German, współprzewodniczący amerykańskiego oddziału ICCT, powiedział, że pomysł „bardzo zwyczajnego” testu pochodził od Petera Mocka, dyrektora zarządzającego ICCT w Europie. John German powiedział, że zdecydowali o poddaniu amerykańskich aut testom drogowym, ponieważ ich przepisy dotyczące emisji spalin są bardziej restrykcyjne niż w Unii Europejskiej. ICCT spodziewała się, że pojazdy pomyślnie przejdą testy oraz że będzie mogła wykorzystać ich wyniki do zademonstrowania Europejczykom, że możliwe jest stosowanie silników Diesla przy niższej emisji szkodliwych substancji. Badania wykazały rozbieżności dotyczące emisji spalin w modelach VW Passat i VW Jetta z silnikami Diesla, nie stwierdziły natomiast żadnych rozbieżności jeśli chodzi o BMW X5. ICCT chciała poddać testom również Mercedesa, jednak nie była w stanie żadnego zdobyć.

### Testy przeprowadzone w Stanach Zjednoczonych
Grupa naukowców z Uniwersytetu Wirginii Zachodniej przedłożyła ICCT propozycję, a John German przyznał im dotację w wysokości 50 000 dolarów na badania w celu przeprowadzenia testów trzech samochodów z silnikami Diesla: chodziło o marki VW Passat, VW Jetta oraz BMW X5. ICCT zakupiło również dane od firmy konsultingowej z Wielkiej Brytanii Emission Analytics, specjalizującej się w problematyce emisji spalin oraz od osób zainteresowanych z grupy roboczej the Real Driving Emissions-Light Duty Vehicle, odpowiedzialnych za zmiany w regulacjach Euro 6.
Dwóch profesorów i dwóch studentów rozpoczęło testy emisji trzech wyżej wymienionych modeli pojazdów w warunkach drogowych na początku 2014 roku, używając przenośnego systemu pomiaru emisji spalin, co umożliwiło zebranie rzeczywistych danych dotyczących emisji podczas jazdy w realnym świecie i porównanie ich z danymi pochodzącymi z testów laboratoryjnych na hamowni podwoziowej. Zastosowano podejście przypominające proces nazywany w programowaniu metamorphic testing, gdzie system poddawany testowi to samochód, dane wyjściowe systemu to dane dotyczące emisji substancji toksycznych, przypadek testowy 1 to środowisko laboratoryjne, a przypadek testowy 2 to jazda w świecie rzeczywistym. Oczekiwane powiązanie jest takie, że dane wyjściowe systemu dla przypadku testowego 1 i 2 powinny być podobne. Błąd jest wykrywany wówczas gdy dane wyjściowe obu przypadków testowych bardzo się od siebie różnią.
Wszystkie trzy pojazdy były przed testami certyfikowane przez Kalifornijską Radę do spraw Zasobów Powietrza, jako nieprzekraczające limitów emisji, kiedy stosowano standardowe protokoły testów laboratoryjnych. Modelami Jetta i BMW przejechano 2400 kilometrów (1 500 mil). W ramach ostatecznego testu, jeszcze zwiększono przebieg Passata i przejechano nim trasę z Los Angeles do Seattle i z powrotem, a zatem prawie całe Zachodnie Wybrzeże Stanów Zjednoczonych, ponad 3200 kilometrów (2 000 mil). BMW plasowało się „na granicy lub poniżej limitu ... z wyjątkiem warunków drogowych w pagórkowatym terenie wiejskim”. Badacze odkryli jednak, że w rzeczywistych warunkach drogowych model Jetta przekroczył amerykańskie limity emisji spalin „o współczynnik o wartości od 15 do 35”, podczas kiedy Passat przekroczył je „o współczynnik od 5 do 20”.
Poziom emisji substancji toksycznych znacznie przekroczył zarówno europejskie, jak i amerykańskie normy przewidziane prawem. Jeden z prowadzących testy – Profesor Arvind Thiruvengadam (Research Assistant) – stwierdził „.... przeprowadziliśmy tak dużo testów, że niemożliwe było, żebyśmy wciąż popełniali ten sam błąd”.
John German powiedział, że to oszustwo wymagało większego wysiłku niż tylko napisania i dodania jakiegoś dodatkowego kodu do oprogramowania silnika, ponieważ kod ten musiał także zostać zweryfikowany.
Wyniki amerykańskich testów potwierdziły ustalenia ICCT w Europie. Naukowcy z Wirginii Zachodniej nie zidentyfikowali urządzenia fałszującego, ale przedstawili wyniki swoich badań bezpośrednio agencjom EPA i CARB w maju 2014 roku. Dane z testu emisji w świecie rzeczywistym przeprowadzonego przez RapidScreen w Kolorado umocniły podejrzenia co do anormalnie wysokich poziomów emisji toksycznych substancji.

### Standardy emisji spalin
Samochody marek VW i Audi, które zostały zidentyfikowane jako naruszające normy emisji, były certyfikowane do spełnienia amerykańskiej normy emisji EPA Tier 2 / Bin 5 lub też kalifornijskiej normy LEV-II ULEV. Obie te normy określają, że poziom emisji tlenków azotu nie może przekraczać 0,043 gramów na kilometr (0,07 g/mi) dla silników przy pełnym okresie użytkowania, który zdefiniowany jest albo jako 190 000 kilometrów (120 000 mil) lub jako 240 000 kilometrów (150 000 mil), w zależności od pojazdu oraz opcjonalnych wyborów w zakresie certyfikacji.
Normy emisji dla tlenków azotu znajdują się wśród najbardziej rygorystycznych na świecie. Dla porównania, współczesne europejskie normy, znane jako Euro 5 (modele z 2008 „zgodne z EU5", modele 2009–2014) i Euro 6 (modele z 2015) ograniczają poziom emisji tlenków azotu odpowiednio jedynie do 0,18 gramów na kilometr (0,29 g/mi) i do 0,08 gramów na kilometr (0,13 g/mi). Urządzenia fałszujące są zakazane w UE. Ich użycie podlega karze.
| Samochód          | EPA (USA)  | EPA (USA)  | EPA (USA)      | Euro5     | Euro5   | Euro5           | Euro6     | Euro6   | Euro6       | Komentarz                                       |
| Samochód          | Limit      | Dyno       | Pomiar WVU     | Limit     | Rejestr | Pomiar 2011     | Limit     | Rejestr | Pomiar 201x | Komentarz                                       |
| ----------------- | ---------- | ---------- | -------------- | --------- | ------- | --------------- | --------- | ------- | ----------- | ----------------------------------------------- |
| Volkswagen Jetta  | 0,043 g/km | 0,022 g/km | 0,61–1,5 g/km  | 0,18 g/km |         | 0,62 ±0,19 g/km | 0,08 g/km |         |             | Adsorber lean-NOx trap (LNT)                    |
| Volkswagen Passat | 0,043 g/km | 0,016 g/km | 0,34–0,67 g/km |           |         | 0,62 ±0,19 g/km |           |         |             | System selektywnej redukcji katalitycznej (SCR) |

20% Europejczyków mieszkających w miastach jest narażonych na szkodliwe dla zdrowia natężenie dwutlenku azotu. W Londynie, gdzie ruch drogowy pojazdów z silnikiem Diesla odpowiada za 40% emisji tlenków azotu, zanieczyszczenie powietrza jest przyczyną ponad 3000 zgonów rocznie. Film dokumentalny wyemitowany przez Channel 4 w styczniu 2015 odniósł się do działań brytyjskiego rządu, który przeszedł do systemu pasma emisji CO2 dla podatku drogowego, faworyzując silniki Diesla. Barry Gardiner, były członek rządu Tony’ego Blaira, stwierdza w filmie, że polityka, która obniżając poziom emisji CO2, jednocześnie zwiększyła zanieczyszczenie środowiska tlenkami azotu, była błędem.

### Nota EPA
18 września 2015 amerykańska agencja ochrony środowiska EPA rozesłała do Grupy Volkswagen notę o naruszeniu ustawy o ochronie powietrza (NOV – Notice of Violation), stwierdzającą, że około 480 000 pojazdów marki VW i Audi, wyposażonych w silniki TDI o pojemności 2 litrów i sprzedanych w USA pomiędzy rokiem 2009 a 2015, miało zainstalowane oprogramowanie fałszujące wyniki pomiarów emisji spalin. Nota o naruszeniu ustawy jest powiadomieniem jej adresata o tym, że EPA uważa, iż doszło z jego strony do nadużyć, nie jest natomiast ostatecznym ustaleniem odpowiedzialności.
„Oprogramowanie fałszujące” Volkswagena to specjalnie napisana jednostka oprogramowania sprzętowego zarządzająca silnikiem, która wykrywa „położenie kierownicy, prędkość pojazdu, czas trwania pracy silnika i ciśnienie barometryczne”, kiedy auto umieszczone jest na hamowni podwoziowej, przy użyciu harmonogramu testu FTP-75. Te kryteria w bardzo dużym stopniu odpowiadają wymaganemu przez EPA protokołowi testów emisji,[68] który pozwalał, aby pojazd spełnił wymogi w zakresie poziomu emisji substancji toksycznych poprzez odpowiednie aktywowanie wszystkich ograniczeń emisji w czasie testów. Nota EPA stwierdzała, że w normalnych warunkach jazdy, oprogramowanie tłumiło ograniczenia emisji spalin, pozwalając na mniejsze zużycie paliwa, ale kosztem do 40 razy większej emisji tlenków azotu niż dopuszczalne prawem normy.

## Odpowiedź Volkswagena

### Początkowa reakcja

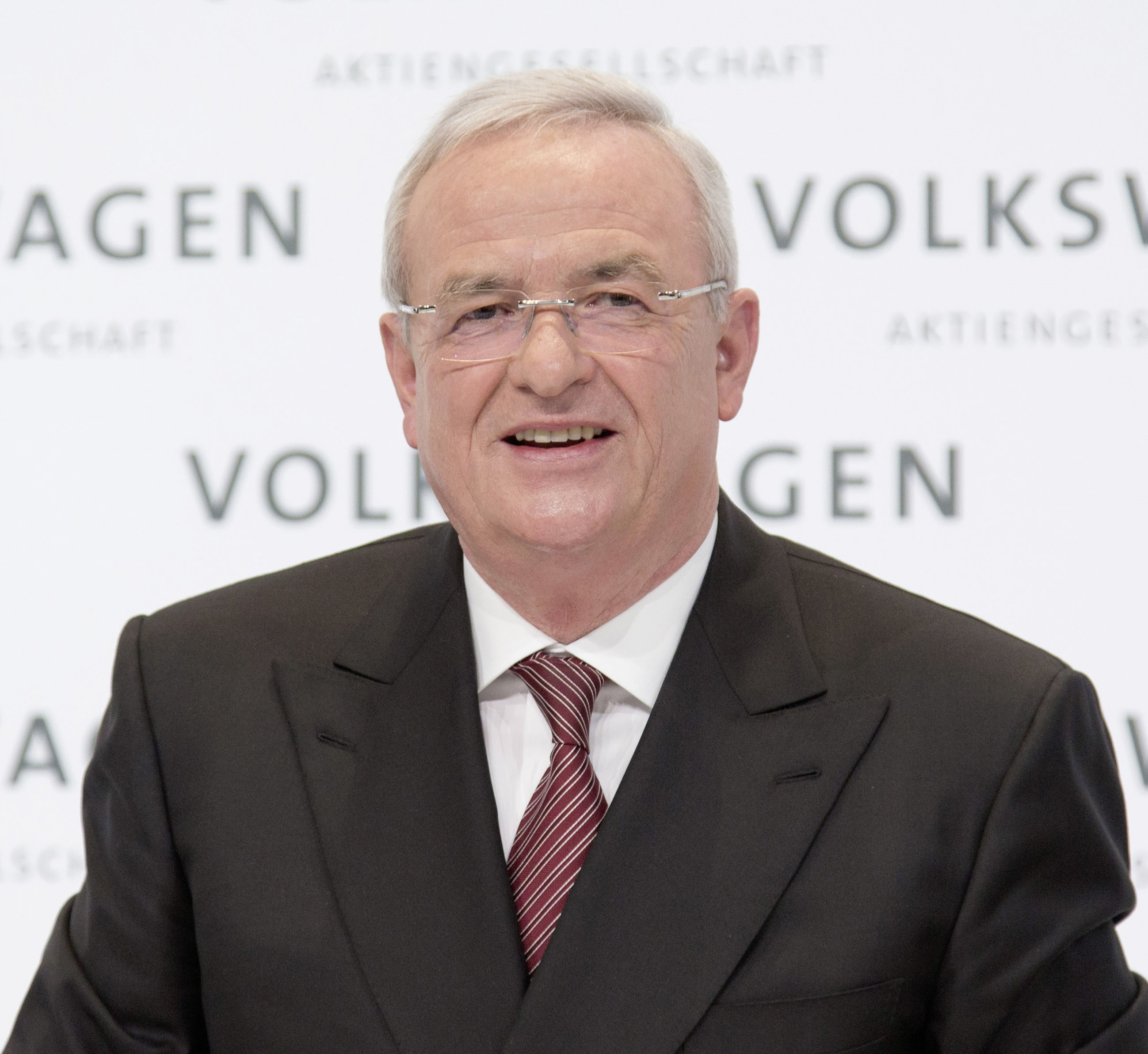
Były prezes Volkswagen AG Martin Winterkorn w marcu 2015 roku

Jestem zaszokowany wydarzeniami ostatnich kilku dni. To niesłychane, że nadużycia na taką skalę były możliwe w Grupie Volkswagen. Jako prezes przyjmuję odpowiedzialność za nieprawidłowości. Robię to w interesie firmy, pomimo że nie jestem świadom żadnego przestępstwa z mojej strony.

Według EPA, Volkswagen przez rok przed wybuchem skandalu utrzymywał, że rozbieżności to zwykłe usterki techniczne. Koncern przyznał się w pełni do manipulowana testami emisji dopiero po tym jak został skonfrontowany z dowodem dotyczącym „urządzenia fałszującego”.
Pierwsza oznaka tego, że Volkswagen gotów był wyjawić prawdę pojawiła się podobno 21 sierpnia 2015 r. na konferencji poświęconej ekologicznemu transportowi w Pacific Grove w Kalifornii, gdzie przedstawiciel pewnej niezidentyfikowanej firmy podszedł do Christophera Grundlera, dyrektora Biura EPA do spraw Transportu i Jakości Powietrza i zaskoczył go, przyznając nieformalnie, że firma oszukiwała urzędników nadzorujących sprawę. W tamtym momencie urzędnik CARB stał obok Christophera Grundlera.
Kierownictwo Volkswagena w Niemczech i w USA formalnie przyznało się do oszustwa wobec przedstawicieli EPA oraz władz Kalifornii podczas telekonferencji, która odbyła się 3 września. W jej trakcie zarządzający koncernem omawiali dostarczone uczestnikom pisemne materiały, prezentujące w jaki sposób oprogramowanie w silnikach Diesla przechytrzyło amerykańskie testy emisji. Przyznanie się nastąpiło po tym, jak EPA zagroziła wycofaniem homologacji dla modeli 2016 VW i Audi z silnikiem Diesla.
Prezes Volkswagena Martin Winterkorn powiedział: „Osobiście jest mi ogromnie przykro, że zniszczyliśmy zaufanie naszych klientów i opinii publicznej”. Winterkorn kierował Volkswagenem od początku roku 2008 do września 2015. Przypisał nadużycia, do których przyznał się koncern „strasznym błędom kilku osób”. Winterkorn początkowo opierał się wezwaniom do ustąpienia przez niego ze stanowiska w VW, potem jednak podał się jako prezes do dymisji 23 września 2015.
Prezes Grupy Volkswagen w Ameryce Michael Horn był bardziej bezpośredni, mówiąc: „Totalnie schrzaniliśmy sprawę”. Horn dodał również: „Nasza firma była nieuczciwa wobec EPA, wobec CARB i wobec was wszystkich”. Olaf Lies, członek zarządu Volkswagena i minister gospodarki Dolnej Saksonii, powiedział później BBC, że osoby, „które do tego dopuściły i które podjęły decyzję o zainstalowaniu fałszującego oprogramowania” popełniły przestępstwo i muszą być osobiście pociągnięte do odpowiedzialności. Powiedział ponadto, że zarząd dowiedział się o problemach „na krótko przed mediami” oraz wyraził swoje zaniepokojenie faktem „dlaczego zarząd nie był wcześniej informowany o problemach, skoro w Stanach Zjednoczonych wiadomo było o tym od ponad roku”.
Volkswagen ogłosił w trakcie sprawozdawania afery, że 11 milionów samochodów było uwikłanych w sprawę fałszowanych pomiarów emisji spalin i że ponad siedem miliardów dolarów zostanie zarezerwowanych na poczet kosztów związanych z korygowaniem oprogramowania fałszującego pomiary emisji. Nowo mianowany prezes VW Mathias Müller stwierdził, że oprogramowanie to było aktywowane jedynie w części pojazdów spośród tych 11 milionów samochodów, co musi jeszcze zostać dokładnie ustalone. Niemiecki brukowiec Bild utrzymywał, że kierownictwo najwyższego szczebla było świadome użycia oprogramowania do manipulowania pomiarami emisji spalin już w 2007 roku. Firma Bosch dostarczyła oprogramowanie dla celów testowych i ostrzegła VW, że użycie go w celu ominięcia norm emisji zanieczyszczeń w trakcie normalnej jazdy będzie nielegalne. Der Spiegel poszedł tropem Bilda, publikując 30 września 2015 artykuł mówiący o tym, że pewne grupy osób były świadome tego oszustwa w 2005 lub 2006. Süddeutsche Zeitung w podobnym tonie donosił, że Heinz-Jakob Neusser, jeden z managerów najwyższego szczebla VW, zignorował ostrzeżenia przynajmniej jednego inżyniera na temat „prawdopodobnie nielegalnych” praktyk w 2011.
28 września 2015 doniesiono, że VW zawiesił następujące osoby: Heinza-Jakoba Neussera, szefa rozwoju kluczowej marki VW, Ulricha Hackenberga, szefa badań i rozwoju marki Audi, który nadzorował rozwój techniczny w całej Grupie VW oraz Wolfganga Hatza, szefa badań i rozwoju sportowej marki Porsche, który także zarządzał rozwojem silników i transmisji w Grupie VW.
Tego samego dnia poinformowano, że poza wewnętrznym dochodzeniem mającym na celu zbadanie incydentów, rada nadzorcza VW wynajęła amerykańską kancelarię prawną Jones Day, w celu przeprowadzenia niezależnego zewnętrznego dochodzenia. Ścieżka audytu oprogramowania (software audit trail) jest jednym z możliwych sposobów zbadania tego co kiedy miało miejsce, innym sposobem są testowe logi.
Jeśli chodzi o rynek europejski, VW stwierdził jednoznacznie, że samochodów z silnikami EA288 (które odpowiadają standardom Euro 6) afera nie dotyczy, pomimo tego, że modele z rocznika 2015 z silnikami TDI (z których wszystkie używają EA288) w Stanach Zjednoczonych objęte są zarówno zarzutami EPA, jak i przyznaniem się do winy Volkswagena. W oświadczeniach koncernu VW dla niemieckiej prasy nie wspomina się w ogóle o jakichkolwiek samochodach wyposażonych w EA288, jako będących elementem tej afery w którymkolwiek z krajów.

### Inne nieprawidłowości

#### Nieprawidłowości dotyczące emisjiCO2
3 listopada 2015 VW ujawnił, że jego wewnętrzne dochodzenie wykazało, że nieprawidłowości dotyczyły również poziomu emisji CO2, a wartości dotyczące zużycia paliwa również poddawane były manipulacjom. Te nowe problemy, których naprawa, jak początkowo szacowano, miałaby kosztować do 2 mld euro, dotyczyły głównie pojazdów z silnikiem Diesla, ale również niektórych modeli benzynowych (przy wstępnych szacunkach mówiących o tym, że problem może dotyczyć około 800 000 pojazdów wyposażonych silniki 1.4, 1.6 i 2.0 – litrowe marek VW, Skoda, Audi i Seat). 9 grudnia 2015 VW skorygował te oszacowania podając, że nieprawidłowości dotyczyły jedynie około 36 000 pojazdów i jednocześnie zapewnił, że nie znaleziono żadnych dowodów na bezprawną manipulację danymi dotyczącymi emisji CO2. Ta wiadomość spowodowała wzrost wartości uprzywilejowanych akcji VW o 7,3 procenta jeszcze tego samego dnia.

#### Nieprawidłowości dotyczące emisji silników 3.0 TDI
20 listopada 2015 EPA oświadczyła, że wysocy przedstawiciele VW poinformowali agencję, że wszystkie 3.0-litrowe silniki Diesla TDI sprzedawane w USA od 2009 do 2015 roku również miały zainstalowane oprogramowanie manipulujące poziomem emisji substancji toksycznych, w formie „alternatywnych urządzeń kontroli emisji spalin”. Takie urządzenia są zakazane w Stanach Zjednoczonych, jednak oprogramowanie jest w Europie legalne. VW potwierdza istnienie takich urządzeń, jednak nadal utrzymuje, że nie były one instalowane w „niedozwolonym celu”. 4 stycznia 2016 departament sprawiedliwości USA wniósł skargę przeciwko VW do sądu federalnego, zarzucając koncernowi, że wspomniane 3.0-litrowe silniki Diesla spełniają wymogi dotyczące przewidzianych prawem limitów emisji jedynie w trybie „temperature conditioning”, który jest automatycznie włączany w warunkach testowych, podczas gdy „we wszystkich innych momentach, w tym podczas normalnej pracy pojazdu, samochody działają w „trybie normalnym”, który pozwala na emisję tlenków azotu NOx do dziewięciu razy przekraczającą normy federalne. Skarga obejmuje około 85 000 pojazdów z 3.0-litrowymi silnikami Diesla sprzedawanych w USA od 2009 roku, w tym modele Volkswagen Touareg, Porsche Cayenne, Audi A6 Quattro, Audi A7 Quattro, Audi A8, Audi A8L, Audi Q5 i Audi Q7.

### Akcja serwisowa i jej konsekwencje
29 września 2015 Volkswagen ogłosił plany naprawy aż 11 milionów pojazdów, dotkniętych skandalem z manipulowaniem poziomem emisji spalin. Akcja obejmowała modele VW wyposażone w silniki Diesla EA 189, w tym 5 milionów spośród modeli Volkswagena, 2,1 miliona spośród modeli Audi, 1,2 miliona jeśli chodzi o modele Škody oraz 1,8 miliona lekkich pojazdów komercyjnych. SEAT poinformował, że problem dotyczy 700 000 pojazdów spośród modeli z silnikiem Diesla tej marki. W Europie w sumie sprawa dotyczy 8 milionów pojazdów.
W Niemczech 2,8 miliona pojazdów będzie musiało zostać objętych akcją, w Wielkiej Brytanii natomiast 1,2 miliona. We Francji problem dotyczy 984 064 pojazdów, w Austrii około 360 000, podczas gdy w Czechach 148 000 (z czego 101 000 stanowią Škody). W Portugalii, jak twierdzi VW zostało sprzedanych 94 400 pojazdów z oprogramowaniem fałszującym. Naprawa może nie wymagać formalnego wycofania (formal recall) pojazdów z rynku; w Wielkiej Brytanii, na przykład, firma po prostu zaoferuje bezpłatną naprawę samochodów; wycofanie z rynku jest wymagane jedynie wtedy, „kiedy zidentyfikowany defekt... mógłby spowodować poważne obrażenia”. W związku z faktem, że naruszenia przepisów obejmowały aktywowanie kontroli emisji w czasie testów, ale również dezaktywowanie jej w warunkach normalnej jazdy w celu zwiększenia wydajności samochodu i zmniejszenia zużycia paliwa, spekulowano, że aktualizacja oprogramowania może spowodować, że samochody będą działać mniej wydajnie i że wzrośnie zużycie paliwa; jednakże według VW, zaproponowane przez koncern rozwiązania będą zaprojektowane tak, aby osiągnąć zgodność z określonymi przez prawo Unii Europejskiej normami emisji bez konieczności osłabiania osiągów silnika czy zwiększania zużycia paliwa.
Od września 2015 nie było jasne czy naprawa objęłaby także modyfikacje sprzętowe, takie jak aktualizacje selektywnej redukcji katalitycznej (selective catalytic reduction). Rozpoczęcie akcji zostało zaplanowane na styczeń 2016, tak aby wszystkie samochody, których problem dotyczy zostały naprawione do końca roku. Koncern ogłosił również przegląd wszystkich swoich marek i modeli, włączając w to swój super samochód marki Bugatti.
8 października 2015 prezes Volkswagena w USA Michael Horn zeznał jednakże podczas przesłuchania przed amerykańskim Kongresem (US Congress), że naprawa wszystkich samochodów może zająć lata, zwłaszcza starszych modeli, z powodu skomplikowanych zmian w sprzęcie i w oprogramowaniu, które będą wymagane. Horn powiedział również, że naprawy najprawdopodobniej nie wpłyną na wskaźniki zużycia paliwa, natomiast „może być pewien wpływ na osiągi pojazdu”.
10 października 2015, magazyn Consumer Reports przetestował modele Jetta TDI z 2015 roku oraz Jetta Sportwagen TDI z 2011 w trybie, który jak przypuszczano był specjalnym trybem na testy emisji, czyli innymi słowy trybem fałszującym. Czas przyspieszenia od 0 do 60 mph (od 0 do 97 km/h) jeśli chodzi o model Jetta z 2011 wydłużył się z 9,9 sekundy do 10,5 sekundy, natomiast jeśli chodzi o model z 2015 – wydłużył się z 9,1 sekundy to 9,2 sekundy. Ekonomika zużycia paliwa w modelu z roku 2011 spadła z 50 to 46 mpg-US (US – milles per gallon) (z 4,7 do 5,1 litra/100 km; z 60 do 55 mpg-imp), a ekonomika zużycia paliwa w modelu samochodu z roku 2015 zmniejszyła się z 53 do 50 mpg-US (z 4,4 do 4,7 litra/100 km; z 64 do 60 mpg-imp). Dyrektor działu Testów Aut magazynu Consumer Reports powiedział, że podczas gdy dodatkowe koszty paliwa, „mogą nie być dramatycznie wysokie, te samochody mogą jednak przestać wyróżniać się spośród licznej i bardzo wydajnej konkurencji”. Metoda, którą zastosował magazyn, aby włączyć tryb fałszujący podczas jazdy wymagała zrobienia założeń dotyczących operacji wykonywanych przez jednostkę kontroli silnika (ECU). Ponieważ wyłączenie kontroli elektronicznej stabilności (electronic stability control) to krok konieczny, aby prowadzić samochód na hamowni podwoziowej, magazyn założył, że właśnie to przełączało samochód w tryb fałszujący. Aby kontrola elektronicznej stabilności nie włączała się podczas jazdy, prowadzący test odłączyli czujniki prędkości tylnych kół samochodu (rearwheel speed sensors), symulując dane wejściowe, które jednostka kontroli silnika (ECU) otrzymuje kiedy samochód znajduje się na stacjonarnym stanowisku badawczym, pomimo że pojazd jechał po drodze. EPA stwierdziła również, że poza prędkością przednich i tylnych kół, także ruchy kierownicy, ciśnienie barometryczne oraz czas trwania operacji silnika były czynnikami aktywującymi tryb fałszujący pomiary toksyczności spalin.
12 października 2015, Paul Willis, dyrektor zarządzający VW w Wielkiej Brytanii zeznał przed komisją do spraw transportu Izby Gmin (Commons Transport Select Committee), że około 400 000 aut Volkswagena w Wielkiej Brytanii będzie potrzebowało wymiany wtryskiwaczy paliwa, jak również poprawek oprogramowania. Pojazdy z silnikami Diesla o pojemności 1,6 litra wymagają naprawy sprzętowej, natomiast modele z silnikami Diesla o pojemności 1.2 litra oraz 2.0 litry będą jedynie potrzebować poprawek oprogramowania.
Tego samego dnia Volkswagen ogłosił, że całkowicie przemodeluje swoją strategię dotyczącą aut z silnikiem Diesla, mówiąc, że w Europie i Ameryce Północnej zacznie „najszybciej jak to możliwe” stosować technologię selektywnej redukcji katalitycznej, aby poprawić kwestię emisji spalin przez silniki Diesla. Koncern ogłosił ponadto plany przyspieszenia rozwoju aut elektrycznych i hybrydowych, jak również silników benzynowych, w miejsce silników Diesla w przypadku mniejszych samochodów.
W dniach 12–13 października 2015 posiadacze aut Grupy Volkswagen w Wielkiej Brytanii zaczęli otrzymywać zawiadomienia dotyczące „naprawienia problemu”. Volkswagen następnie ogłosił harmonogram akcji serwisowej dla brytyjskich aut z silnikiem Diesla, wskazując marzec 2016 dla silników o pojemności 2.0, czerwiec 2016 dla silników o pojemności 1.2 i październik 2016 dla silników o pojemności 1.6 litra.
Na początku października 2015 VW sugerował, aby właściciele pojazdów sami zdecydowali czy ich samochody mają być wycofane w celu poddania procedurze naprawczej. Jednakże Niemiecki Federalny Urząd Transportu (Kraftfahrt-Bundesamt, or KBA) postrzegał oprogramowanie jako nielegalne, i nakazał całkowitą naprawę wszystkich aut w Niemczech, których problem dotyczy. VW zdecydował wtedy objąć akcją serwisową około 8,5 miliona samochodów w Europie, około jedną trzecią wszystkich swoich dostaw samochodowych od roku 2009. KBA żądała od VW przekazania planu akcji naprawczej dla samochodów z silnikami 2.0 do końca października 2015, a do końca listopada 2015 dla samochodów z silnikami o pojemności 1.2 i 1.6. Jeśli KBA zaakceptuje plan, VW będzie mógł wówczas rozpocząć procedury naprawcze w samochodach. Niemieckie władze wymagają, aby VW usunął oprogramowanie fałszujące oraz zagwarantował, że obowiązujące normy emisji będą zachowane. Media oceniają, że procedura KBA stanowi precedens dla tego jak władze w innych krajach traktują tę sprawę.
18 listopada 2015 Autoblog doniósł, że procedura naprawcza VW w stosunku do silników Diesla o pojemności 1.6. jest pod nadzorem KBA. 25 listopada 2015 VW poinformował, że poza aktualizacją oprogramowania, naprawa obejmuje niewielką modyfikację sprzętową w systemie wlotu powietrza w samochodach. To niskokosztowe rozwiązanie stanęło w sprzeczności z wcześniejszymi spekulacjami dotyczącymi ewentualnego montażu nowych dysz wtryskowych i katalizatorów. VW poinformował ponadto, że dotknięte problemem silniki Diesla o pojemności 1.2 oraz 2.0 litra potrzebują jedynie aktualizacji oprogramowania. Plany napraw zostały zaaprobowane przez KBA, pierwsze z nich najprawdopodobniej rozpoczną się w styczniu 2016. Według VW, podjęte środki umożliwią osiągnięcie zgodności z normami emisji Unii Europejskiej bez negatywnego wpływu na moc silnika, zużycie paliwa czy osiągi auta. Proste naprawy z wykorzystaniem niedrogich części i oprogramowania są obecnie możliwe, ale nie były dostępne kiedy silniki zostały zaprojektowane, ponieważ znajomość technologii silnika oraz możliwości symulacji przepływu (intake flow) w międzyczasie wzrosły, pozwalając na lepsze zrozumienie zjawiska oraz możliwości odniesienia się do spalania diesla i mieszanek powietrza poprzez kształtowanie przepływu. Przewiduje się, że z powodu bardziej restrykcyjnych regulacji środowiskowych, naprawy samochodów w USA zajmą więcej czasu i będą technicznie bardziej skomplikowane.

### Działania komunikacyjne
We Francji, agencja mediowa MediaCom, która nabywa powierzchnię reklamową dla Volkswagena ostrzegła francuskie gazety 22 września, że odwoła zaplanowane kampanie Volkswagena i Audi, jeżeli będą dotyczyły naruszania norm emisji substancji toksycznych. Jeśli wziąć pod uwagę skalę afery, z którą mieliśmy do czynienia do tego momentu, groźba ta miała niewielki wpływ na relacjonowanie skandalu w mediach.
Z okazji Niemieckiego Dnia Jedności, Volkswagen wystartował z kampanią reklamową w niemieckich gazetach niedzielnych. W ogłoszeniu reklamowym Volkswagen stwierdził, że właściwie w tym miejscu chciał wyrazić swoją radość z powodu 25 rocznicy zjednoczenia Niemiec, swoją dumę z udziału w kształtowaniu kraju wspólnie z całym narodem przez ostatnie 25 lat, podziękować za zaufanie klientów, którego doświadczył przez wszystkie te lata, jak również podziękować wszystkim swoim pracownikom i partnerom handlowym w Niemczech, ale jednym zdaniem podsumował to co chce wyrazić – że zrobi wszystko, żeby odzyskać zaufanie swoich klientów.

### Nowe zamówienia
Belgijski importer Volkswagena D’Ieteren ogłosił, że zaoferuje bezpłatną wymianę silnika 800 klientom, którzy zamówili auta z silnikiem Diesla, które prawdopodobnie wyposażone są w nielegalne oprogramowanie.
Sprzedaż pojazdów z silnikami EA 189 została wstrzymana w niektórych krajach europejskich, w tym w Hiszpanii, Szwajcarii, we Włoszech, Holandii, Belgii i Wielkiej Brytanii.
W Stanach Zjednoczonych, VW wycofał wniosek o poświadczenie emisji dla swoich modeli roku 2016 z silnikiem Diesla, pozostawiając tysiące nieodebranych samochodów w portach. Koncern poinformował, że pojazdy zawierają oprogramowanie, które powinno być ujawnione i certyfikowane przez EPA. EPA poddała kwarantannie niektóre modele roku 2016, dopóki nie zostanie wyjaśnione, że ich katalizatory podczas jazdy na drodze działają tak samo jak podczas testów.

### Odszkodowania
9 listopada 2015 Volkswagen ogłosił, że 482 000 właścicieli aut z silnikiem 2.0 TDI marek Audi oraz VW w Stanach Zjednoczonych będzie uprawnionych do otrzymania dodatkowego tysiąca dolarów w postaci dwóch voucherów, poza dwoma tysiącami dolarów, które koncern oferuje obecnym właścicielom pojazdów VW, w ramach wymiany aut na nowe za dopłatą. Pierwszym z nich jest karta Volkswagen Prepaid Visa® Loyalty Card do wydania na dowolnie wybrany cel w dowolnym miejscu, drugim zaś Volkswagen Dealership Card, do wydania wyłącznie u dealerów Volkswagen. Co więcej, dodatkową rekompensatą będzie ubezpieczenie assistance, obowiązujące przez 24 godziny na dobę, przez trzy lata. 18 listopada 2015 VW poinformował, że około jedna czwarta właścicieli dotkniętych aferą pojazdów zgłosiła swój udział w akcji, której koszty zostały wycenione na co najmniej 120 milionów w oferowanych korzyściach. VW potwierdził również, że zaoferuje vouchery swoim klientom w Kanadzie. VW Ameryka stwierdził, że przyjmowanie kuponów prezentowych wcale nie powstrzymuje właścicieli aut przed składaniem pozwów sądowych. Pomimo wcześniejszych sugestii, że będzie inaczej, w grudniu 2015 prezes VW Matthias Müller poinformował, że klienci spoza USA i Kanady powinni również spodziewać się jakiegoś pakietu kompensacyjnego: „pracujemy nad atrakcyjnym pakietem, nazwijmy go odszkodowaniem, za zmniejszenie się wartości rezydualnych naszych samochodów”. Jednak 11 stycznia 2016 rzecznik VW powiedział „nie będzie żadnego odszkodowania. Wszystko wskazuje na to, że wartości rezydualne naszych samochodów pozostały nienaruszone”; koncern zrzucił winę za zamieszanie na „niewielki błąd w tłumaczeniu”.

## Konsekwencje

### Konsekwencje zdrowotne

#### Zgony
Według badania opublikowanego w Environmental Research Letters, ocenia się, że około 59 przedwczesnych zgonów w Stanach Zjednoczonych spowodowana będzie przez nadmiar zanieczyszczeń produkowanych w latach 2008–2015 przez pojazdy wyposażone w urządzenia fałszujące. Większość z powodu zanieczyszczeń stałych (87%), pozostałe ze względu na ozon (13%). Badanie wykazało również, że przywrócenie pojazdów do pierwotnie deklarowanej emisji do końca 2016 roku pozwoli uniknąć dodatkowych 130 przedwczesnych zgonów.
Wcześniejsze badania opublikowane w mediach, których źródła nie zostały poddane ocenie środowiskowej, przewidywały szacunkowy wzrost w USA o około 10 do 350 zgonów związanych z zastosowaniem urządzeń fałszujących.

#### Wpływ na zdrowie
NO2 jest prekursorem ozonu przygruntowego i może powodować problemy z oddychaniem, w tym astmę, zapalenie oskrzeli i rozedmę. Tlenki azotu mogą również wzmocnić efekt działania drobnych cząstek sadzy, która powoduje problemy z sercem. Ta forma zanieczyszczenia powietrza szacunkowo może prowadzić do śmierci 50 tys. osób w Stanach Zjednoczonych rocznie.

### Konsekwencje dla środowiska
NOx są również uznane za zanieczyszczenia powodujące kwaśne deszcze oraz tworzenie się widocznej brązowej chmury lub smogu, zarówno ze względu na charakter widzialnego NO2, oraz ozonu troposferycznego stworzonego przez NO. NO i NO2 nie są gazami cieplarnianymi, natomiast N2O jest.

### Reperkusje prawne i finansowe

#### Działania rządowe
- Australia: Australijska Komisja Konkurencji i Konsumentów bada możliwe naruszenia norm bezpieczeństwa i ochrony konsumentów przez VW[136].
- Brazylia: Volkswagen Brazylia potwierdził, że 17 057 sztuk jego Amaroka, średniej wielkości pickupa produkowanego w latach 2011 oraz 2012 i sprzedawanego w Brazylii, jest wyposażone w oprogramowanie fałszujące emisję. Brazylijski Instytut Środowiska i Odnawialnych Zasobów Naturalnych (Ibama) wszczął dochodzenie ostrzegając, że VW może spotkać grzywna do 50 mln dolarów[137].
- Kanada: Environment Canada ogłosił, że wszczął postępowanie w celu oceny, czy urządzenia fałszujące zostały zainstalowane w pojazdach marki Volkswagen w celu ominięcia testów kontroli emisji w Kanadzie[138].
- Chiny: Chiński Urząd Generalny ds. Nadzoru Jakości, Inspekcji i Kwarantanny ogłosił wycofanie 1946 importowanych Tiguanów (SUV) i czterech importowanych Passatów B6 sedan w celu naprawienia problemów z oprogramowaniem[139].
- Unia Europejska: rządowe agencje regulacyjne wszczęły postępowanie wyjaśniające we Francji, Włoszech, Niemczech, Hiszpanii, Holandii, Czechach i Rumunii. Kilka krajów wezwało do przeprowadzenia ogólnoeuropejskiego badania[140][141][142]. Europejski Bank Inwestycyjny (EBI) powiedział, że rozważa cofnięcie kredytów VW i ogłosił własne dochodzenie w tej sprawie[143]. W dniu 27 października 2015 Parlament Europejski przegłosował rezolucję wzywającą do stworzenia federalnego organu nadzorującego emisje spalin po opublikowaniu w prasie raportów, w których zaznaczono, że wysocy urzędnicy UE ostrzegali od początku 2013 roku, że producenci przygotowują pojazdy do osiągania lepszych wyników w laboratorium niż na drodze. W rezolucji wezwał do zaostrzenia badań emisji tak, aby były w pełni wdrożone w 2017 roku, a nie stopniowo między 2017-2019, jak pierwotnie planowano[144]. Jednakże Komisja Europejska przystąpiła przygotowania rozwiązania, które pozwoliłoby na dodatkowy rok przygotowań dla przemysłu samochodowego bez konieczności przestrzegania najnowszego rozporządzenia. Ponadto okazało się, że według nowych testów „rzeczywistych” emisji, UE będzie nadal dopuszczała samochody emitujące więcej niż dwukrotną dopuszczalną normę tlenków azotu (NOx) od 2019 roku i do 50% więcej od 2021 roku[145]. Ustawa, której sprzeciwiła się tylko Holandia, uważana jest za wielkie zwycięstwo dla przemysłu samochodowego. Holenderski europoseł Bas Eickhout odniósł się do nowego testu jako „fikcji”[145], podczas gdy liberalno-demokratyczna eurodeputowana Catherine Bearder opisała przepisy jako „haniebne „łatanie” przez rządy krajowe, które po raz kolejny przedkładają interesy producentów samochodów ponad zdrowie publiczne”[145]. Parlament UE przegłosował ustanowienie specjalnej komisji do zbadania czy organy regulacyjne i urzędnicy wykonawczy, w tym Komisja Europejska, nie ustają w wysiłkach na rzecz nadzoru przemysłu samochodowego i jego systemów badania zanieczyszczenia[146].
- Francja: Władze francuskie wszczęły dochodzenie przeciwko Volkswagenowi za sfałszowanie wyników badań emisji, a prokuratorzy badają podejrzenie „kwalifikowanego oszustwa”[117]. Inne samochody kilku producentów, w tym Renault, którego siedziba została przeszukana w styczniu 2016, zostały przetestowane. W konsekwencji, Renault wycofał 15 000 samochodów w celu przeprowadzenia testów emisji oraz napraw[147][148].
- Niemcy: Niemiecka prokuratura wszczęła śledztwo wobec byłego szefa zarządu Volkswagen Martina Winterkorna. Winterkorn zrezygnował po wybuchu skandalu twierdząc, że nie ma wiedzy na temat manipulowania wynikami emisji[149]. Niemiecka prokuratura określiła status dochodzenia mówiąc, że szuka w tej sprawie zarzutów dotyczących oszustwa od osób nieznanych, ale Winterkorn nie miał przedstawionych formalnych zarzutów[150]. Policja przeszukała siedzibę VW w dniu 8 października 2015 roku[151]. W dniu 16 października 2015 roku było 20 pracowników wyjaśniających sprawę, przesłuchujących „więcej niż dwóch, ale o wielu mniej niż 10 pracowników VW”[152]. KBA testuje 50 samochodów różnych producentów od listopada 2015 roku, zarówno w laboratorium, jak i na drodze z PEMS[153].
- Indie: Automotive Research Association of India (ARAI) został poinstruowany przez indyjski rząd do zbadania czy pojazdy Volkswagena obchodziły indyjskie przepisy prawne dotyczące badania emisji pojazdu. Ambuj Sharma, sekretarz w Ministerstwie Przemysłu Ciężkiego, powiedział: „ARAI został poproszony o przedstawienie raportu w ciągu tygodnia”[154]. Indyjska Fundacja Transportu, Badań i Szkoleń (IFTRT) zażądała dostępu do procesu produkcji pojazdów sprzedawanych w Indiach[155]. Rząd Indii przedłużył termin składania wyników badań do końca października 2015 roku[156].
- Włochy: Włoski rzecznik ds. konkurencji ogłosił plany, aby zbadać czy VW zaangażowany był w „niewłaściwe praktyki handlowe” przy promocji swoich samochodów z silnikami Diesla[157]. W dniu 15 października 2015 roku włoska policja przeszukała biura VW w Weronie oraz biura firmy Lamborghini w Bolonii, obejmując dochodzeniem sześciu kierowników[158].
- Holandia: Holandia wydała miliardy euro na dopłaty do energooszczędnych samochodów w ostatnich latach. Jesse Klaver z partii politycznej GroenLinks odpowiedział, że Holandia musi ubiegać się o zwrot pieniędzy od producentów samochodów, jeśli okaże się, że popełnili oszustwo w Holandii[159].
- Norwegia: Prokuratura Norwegii rozpoczęła śledztwo w sprawie możliwych przestępstw gospodarczych popełnianych przez VW[160].
- Rumunia: Rumuński Urząd ds. Rejestracji Pojazdów (RAR) przestał wydawać dokumenty rejestracyjne dla pojazdów wyposażonych w silniki Diesla VW Euro 5[161].
- RPA: Ministerstwa ds. Środowiska i Transportu, a także krajowe organy nadzoru nad obowiązkowymi specyfikacjami mówią, że trzeba ustalić, czy lokalne samochody zostały dotknięte przez fałszowanie wykryte w wyniku amerykańskich badań emisji pojazdów.
- Korea Południowa: Korea Południowa jest ósmym co do wielkości na świecie rynkiem samochodów Diesla[162]. Tamtejsze władze ogłosiły dochodzenie w sprawie kontroli zanieczyszczeń pojazdów produkowanych przez Volkswagena i innych europejskich producentów samochodowych. Park Pan-kyu, zastępca Ministra Środowiska w Korei Południowej powiedział: „Jeśli władze Korei Południowej znajdą problemy w samochodach z silnikiem VW, badanie może być rozszerzone na wszystkie niemieckie samochody z silnikiem Diesla”[163]. W listopadzie 2015 roku, urządzenia fałszujące znaleziono w niektórych modelach Volkswagena, które następnie zostały wycofane z rynku przez Ministra Środowiska, który również zarządził grzywnę w wysokości 14,1 mld wonów południowokoreańskich[164]. Agencja ochrony środowiska tego kraju złożyła również akt oskarżenia przeciwko VW, żądając do 48 mld dolarów kary. Johannes Thammer, dyrektor zarządzający Audi Volkswagen w Korei, został objęty dochodzeniem i grozi mu kara do pięciu lat więzienia i grzywna w wysokości do 30 mln wonów południowokoreańskich[165] VW przedstawił plan akcji naprawczej w Korei Południowej (złożony w dniu 6 stycznia 2016 roku). Został on odrzucony przez władze jako, że niespełniony został szereg kluczowych wymogów prawnych[162].
- Hiszpania: Hiszpański sąd rozpoczął postępowanie karne przeciwko Volkswagen AG, mające na celu ustalenie, czy działania spółki nie złamały żadnych lokalnych przepisów[166].
- Szwecja: Prokurator Szwecji rozważa rozpoczęcie wstępnego badania naruszeń norm emisji przez Volkswagena[116].
- Szwajcaria: Szwajcaria zakazała sprzedaży samochodów Volkswagena z silnikiem Diesla. Jak do tej pory podjęte zostały tutaj przez rząd najbardziej znaczące kroki w reakcji na kryzys emisji[167].
- Wielka Brytania: Departament Transportu ogłosił 24 września, że rozpocznie ponowne testowanie samochodów różnych producentów, aby sprawdzić, czy wykorzystanie urządzeń fałszujących nie jest powszechne w branży[168].
- Stany Zjednoczone: EPA zapowiedziała, że jeżeli zarzuty się potwierdzą, Grupa Volkswagen może otrzymać karę grzywny w wysokości do 37 500 dolarów USA za każdy pojazd (w sumie około 18 mln dolarów). W dniu 20 września 2015 roku zawieszona została sprzedaż samochodów VW wyposażonych w silnik TDI[169]. Oprócz możliwych kar cywilnych, według doniesień medialnych, Departament Sprawiedliwości Stanów Zjednoczonych ds. Środowiska i Zasobów Naturalnych prowadzi dochodzenie w sprawie przestępczej działalności Volkswagen AG[170][171]. Podkomisja Nadzoru Energii Stanów Zjednoczonych ogłosiła, że będzie przeprowadzać przesłuchania w sprawie skandalu Volkswagena. Prokurator Generalny stanu Nowy Jork Eric Schneiderman powiedział, że jego śledztwo jest już w toku i ostrzegł: „Żadnej firmie nie wolno omijać naszego prawa w zakresie ochrony środowiska ani obiecywać konsumentom fałszywych dóbr”[172]. Prokuratorzy generalni z ponad 25 innych stanów, podobnie jak FBI z Detroit, są zgodnie z doniesieniami zaangażowani w podobne dochodzenia[160]. W toku skandalu, EPA postanowiła poszerzyć swoje badania, skupiając się na 28 modelach z silnikami wysokoprężnymi wyprodukowanych przez BMW, Chrysler, General Motors, Land Rover i Mercedes Benz. Agencja będzie początkowo skupiać się na jednym używanym pojeździe każdego modelu i poszerzy badanie jeżeli uzyska podejrzane wyniki[173]. W dniu 12 listopada 2015 roku, Federalne Biuro Śledcze potwierdziło magazynowi inżynierii Ingenioren, że FBI w Detroit prowadzi dochodzenie[174], po początkowych zaprzeczeniach tym doniesieniom[175]. EPA opisała ukryte zanieczyszczenia VW jako „rozpoznane zagrożenie”. W dniu 4 stycznia 2016 roku, Departament Sprawiedliwości USA, w imieniu EPA, złożył pozew przeciwko VW w sądzie federalnym w Detroit, w stanie Michigan. Skarga obejmuje do 46 mld dolarów kar za łamanie Clean Air Act[176] i twierdzi, że VW wyposażył część 2.0 i 3.0-litrowych silników Diesla w oprogramowanie fałszujące wyniki emisji, powodując zanieczyszczenie NOx przekraczające normy EPA w normalnych warunkach jazdy. Pozew ponadto uznaje, że „wysiłki, aby dowiedzieć się prawdy o (nadmiernej) emisji... były utrudnione i ukryte przez zaniechania i dezinformacje dostarczone przez podmioty VW”[176], podczas gdy „jak dotąd rozmowy na temat wycofania dotkniętych aferą pojazdów z koncernem nie doprowadziły do posunięcia sprawy do przodu w celu rozwiązania problemu”[177]; W dniu 9 stycznia 2016 roku, amerykańscy urzędnicy skrytykowali VW za cytowanie prawa niemieckiego w celu wstrzymania dokumentów z grupy państw badających działania firmy. Prokurator Generalny stanu Nowy Jork Eric Schneiderman narzekał również na powolność VW w przygotowaniu dokumentów dotyczących USA, twierdząc, że koncern „stara się opóźnić odpowiedzi, dopóki nie zakończy się wewnętrzne „niezależne śledztwo” za kilka miesięcy”[176]. W dniu 12 stycznia 2015 roku amerykańskie organy nadzoru odrzuciły plany napraw dla samochodów VW wyposażonych w silniki wysokoprężne 2.0 litra, przedstawionych organizacji CARB w grudniu 2015, twierdząc, że te „nieadekwatnie odnoszą się do ogólnego wpływu na osiągi pojazdu, emisję zanieczyszczeń i bezpieczeństwo”[178][179]. Volkswagen potwierdził, że jego rozmowy z CARB będą nadal trwały, i powiedział, że firma pracuje nad wprowadzeniem rozwiązania, „które przede wszystkim zadowoli naszych klientów, ale też i organy nadzoru[178].
- Zachodnia Wirginia: złożono pozew, prawdopodobnie jako pierwszy stan, szukając zadośćuczynienia dla prawie 2700 właścicieli samochodów wyposażonych w objęte aferą silniki Diesla[180].

#### Działania prywatne
Do dnia 27 września 2015 zostały złożone co najmniej 34 pozwy zbiorowe w Stanach Zjednoczonych i Kanadzie w imieniu właścicieli Volkswagen i Audi. Pozwy zawierają zarzuty oszustwa i naruszenia umowy, a także zmniejszenia wartości aut z silnikami Diesla po naprawach, mających zapewnić spełnienie norm dotyczących emisji zanieczyszczeń, w związku z oczekiwanym spadkiem mocy silników i zwiększonym spalaniem paliwa. Według agencji Reuters, jednym z powodów dla których prawnicy od pozwów zbiorowych byli w stanie tak szybko się zmobilizować, jest to, że marketing firmy kierowany do wysokiej klasy profesjonalistów, w tym prawników spalił na panewce.
Na dzień 30 września 2015 roku co najmniej jeden pozew inwestorski ubiega się o status pozwu zbiorowego dla posiadaczy akcji Volkswagena American Depository Receipts. Został on złożony w Stanach Zjednoczonych, aby walczyć o odszkodowanie za spadek wartości akcji w wyniku skandalu emisyjnego.
W dniu 7 października L. A. Times poinformował, że liczba złożonych pozwów zbiorowych wzrosła do ponad 230.
W dniu 19 listopada 2015 roku ABC News Australia poinformowało, że ponad 90 000 właścicieli VW, Audi i Skoda w silnikiem Diesla wniosło pozew zbiorowy przeciwko VW w sądzie federalnym w tym kraju.
W listopadzie, Moody’s Investors Service obniżył rating VW z A2 do A3. Fitch Ratings obniżył długoterminowy rating Volkswagena o dwa stopnie do BBB+ z perspektywą negatywną.

#### Reperkusje prawne i finansowe w Polsce
Urząd Ochrony Konkurencji i Konsumentów 14 października 2015 r. wszczął postępowanie wyjaśniające, w trakcie którego ściśle współpracował z Transportowym Dozorem Technicznym oraz Głównym Inspektoratem Ochrony Środowiska. Dla obrony osób poszkodowanych w Polsce zostało powołane Stowarzyszenie Poszkodowanych przez Spółki Grupy Volkswagen AG.
Decyzją z dnia 14 stycznia 2020 r. Prezes Urzędu Ochrony Konkurencji i Konsumentów uznał za praktykę naruszającą zbiorowe interesy konsumentów działanie Volkswagen Group Polska Sp. z o.o. z siedzibą w Poznaniu polegające m.in. na wprowadzaniu konsumentów w błąd co do cech pojazdów wyposażonych w silniki o zapłonie samoczynnym typu EA 189 z „oprogramowaniem optymalizującym” emisję tlenków azotu (NOx) poprzez rozpowszechnianie w materiałach reklamowych informacji wskazujących na ekologiczny charakter tych pojazdów w sytuacji stosowania w nich „oprogramowania optymalizującego” emisję tlenków azotu (NOx), które aktywuje się w cyklu testowym stosowanym w procesie homologacji typu WE, a w warunkach drogowych pojazdy te emitują ilości tlenków azotu (NOx) przekraczające limity wskazane w normie Euro 5.
Za stosowanie praktyk naruszających zbiorowe interesy konsumentów, na Volkswagen Group Polska Sp. z o.o. nałożona została rekordowo wysoka kara w łącznej kwocie 120 607 288 zł – najwyższa jak dotąd w historii UOKiK za naruszanie praw konsumentów. Na wysokość kary finansowej wpływ miały m.in. długotrwałość naruszeń oraz brak propozycji ugodowych ze strony ukaranej Spółki.
W zakresie możliwej odpowiedzialności karnej, śledztwo w sprawie masowego oszustwa nadzoruje Prokuratura Okręgowa w Częstochowie. Postępowanie toczy się w sprawie „doprowadzenia osób o nieustalonej tożsamości, w nieustalonym czasie i miejscu, w celu osiągnięcia korzyści majątkowej do niekorzystnego rozporządzenia mieniem w postaci pieniędzy w nieokreślonej kwocie poprzez zainstalowanie w wyprodukowanych w okresie od 1 stycznia 2008 r. do 31 grudnia 2015 r. przez Grupę Volkswagen AG w pojazdach wyposażonych w silniki wysokoprężne oznaczone kodem EA 189 oprogramowania umożliwiającego zmianę wyników pomiaru poziomu emisji toksycznych składników spalin z układu wydechowego w warunkach testowych i wprowadzenie w błąd co do spełnienia przez taki pojazdy norm emisji spalin Euro 5 i Euro 6, tj. o przestępstwo z 286 § 1 k.k. w zw. z art. 271 § 1 k.k. i art. 273 w zw. z art. 11 § 2 k.k. w zw. z art. 12 k.k.” – podaje stowarzyszenie StopVW.
Przedstawiciele producenta – Volkswagen AG z siedzibą w Wolfsburgu, nie zaproponowali jak dotąd właścicielom wadliwych pojazdów w Polsce jakiejkolwiek formy ugody, w następstwie której koncern zrekompensowałby szkody majątkowe, podobnie jak miało to miejsce w Stanach Zjednoczonych i Australii, a także w samych Niemczech.
W postępowaniu cywilnym przeciwko Volkswagen AG, polscy kierowcy oczekują na rozstrzygnięcie Sądu Najwyższego, który przesądzi jurysdykcję krajową sądów polskich do rozpoznawania spraw przeciwko niemieckiemu koncernowi.
W dniu 9 lipca 2020 r., w sprawie C-343/19, Trybunał Sprawiedliwości Unii Europejskiej, odpowiadając na pytanie prejudycjalne sądu krajowego w Klagenfurcie (Austria), orzekł, że producent dokonujący niezgodnych z prawem manipulacji w odniesieniu do samochodów sprzedawanych w innych państwach członkowskich może być pozywany przed sądami tych państw. Orzeczenie TSUE ma duże znaczenie dla polskich użytkowników wadliwych pojazdów, którzy oczekują na rozstrzygnięcie Sądu Najwyższego. W postępowaniu cywilnym, grupę osób poszkodowanych reprezentuje Kancelaria „Dawid & Partnerzy – Adwokaci i Radcowie Prawni”.

### Modele pojazdów, których dotyczy problem

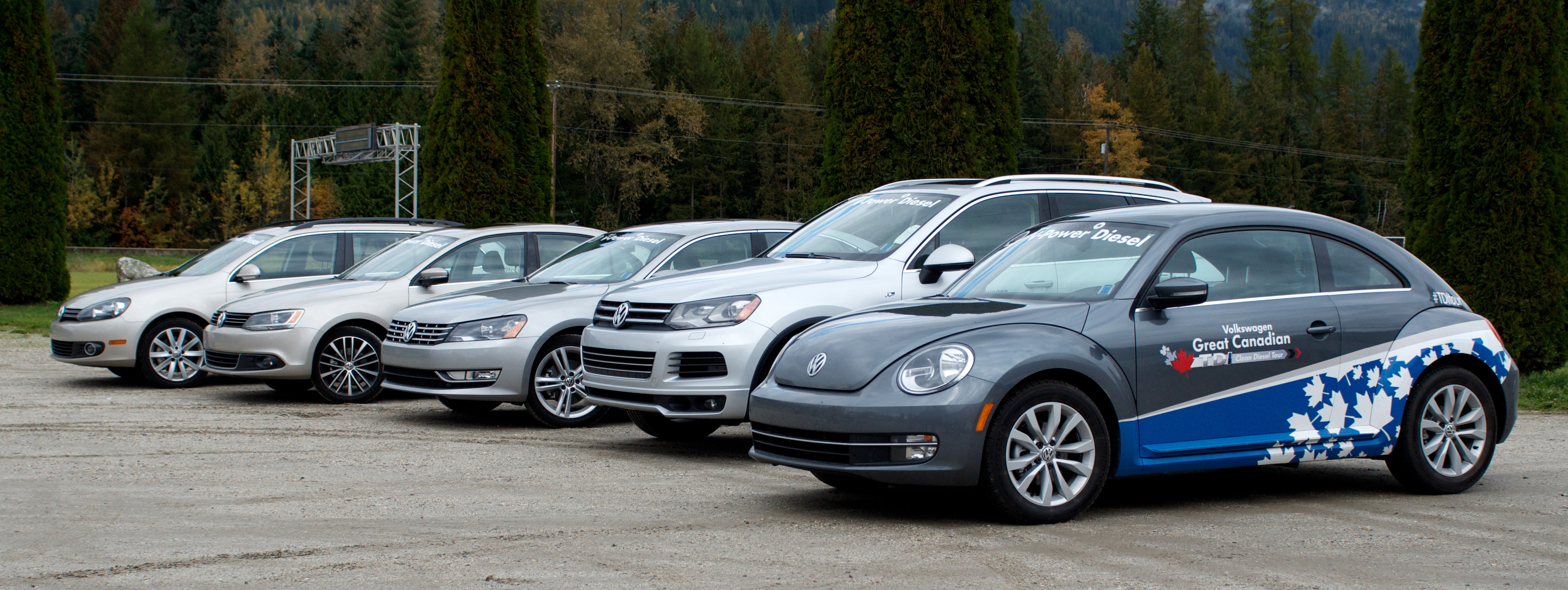
Prezentacja modeli w 2012 podczas „Volkswagen Great Canadian Clean Diesel Tour”

Do dnia 22 września 2015 roku Volkswagen przyznał, że 11 milionów pojazdów sprzedanych na całym świecie, poza 480 000 pojazdami z 2.0-litrowymi silnikami TDI sprzedanymi w USA, wyposażone jest w urządzenia fałszujące. Według Volkswagena, samochody sprzedawane w innych krajach z 1.6 L i 2.0 L 4-cylindrowymi silnikami TDI znanymi jako Typ EA189 mają także oprogramowanie fałszujące. Oprogramowanie to również ma wpływ na Typ EA188 i generację 2015 EA288 z czterema cylindrami. Na całym świecie około 1,2 mln modeli Skody i 2,1 mln modeli Audi może zawierać oprogramowanie fałszujące, w tym TTS i Qs. VW twierdzi, że silniki modeli Euro 6 w Niemczech nie są zafałszowane, a modele z 2015 w USA z tymi samymi silnikami EA288 już tak. To sugeruje, że pomiary emisji NOx podczas normalnej pracy, które plasują poziom emisji NOx w silnikach EA288 pomiędzy dwiema standardowymi normami emisji, były łatwo dostępne w siedzibie VW w Niemczech. Według Müllera, modele 1.2 i 2.0-litrowe mogą być aktualizowane przez oprogramowanie, natomiast około 3 miliony modeli 1.6-litrowych wymaga różnych rozwiązań sprzętowych, a niektóre samochody mogą być nawet wymieniane. Samochody są tak zróżnicowane, że konieczne będzie wiele różnych rozwiązań.
Ponad jedna czwarta sprzedaży VW w USA to pojazdy z silnikami wysokoprężnymi. Koncern wybrał strategię rynkową, która podkreśla wyższość czystego diesla nad samochodami elektrycznymi i hybrydowymi pojazdami elektrycznymi.
Pojazdy, których dotyczy wycofanie i akcja naprawcza w USA obejmują następujące modele:
- 2009–2015 Audi A3 2.0 L TDI
- 2009–2015 VW Beetle 2.0 L TDI
- 2009–2015 Beetle Convertible 2.0 L TDI
- 2009–2015 VW Golf 2.0 L TDI
- 2015 VW Golf Sportwagen 2.0 L TDI
- 2009–2015 VW Jetta 2.0 L TDI
- 2009–2014 Jetta Sportwagen 2.0 L TDI
- 2012–2015 VW Passat 2.0 L TDI

EPA ujawniła w dniu 2 listopada 2015 roku, że VW dostarczył inne modele diesli z urządzeniami fałszującymi, w tym model z 2014 VW Touareg i Porsche Cayenne 2015. Modele z roku 2016 Audi Quattro diesel także zostały wyposażone w oprogramowanie fałszujące (w tym Audi Quattro 2016 A6, A7, A8, A8L i Q5). Cynthia Giles, asystent administratora Biura EPA ds. Egzekwowania i Przestrzegania Przepisów, wezwała koncern, aby zaprzestał odmawiania wzięcia odpowiedzialności za nieprzestrzeganie prawa. Zgodnie z amerykańską ustawą o ochronie powietrza Clean Air Act, VW może być pociągnięty do odpowiedzialności i otrzymać grzywny w wysokości aż 375 mln dolarów.

### Wartość odsprzedaży
Od 26 października 2015 roku wartość odsprzedaży dotkniętych aferą modeli samochodów w USA spadła z 5 do prawie 16 procent, w zależności od modelu, jak podają Black Book i Kelley Blue Book stworzone na podstawie cen aukcyjnych samochodów używanych, których ilość również zmalała.

### Wartość giełdowa
W dniu 21 września 2015 roku, pierwszego dnia notowań po opublikowaniu noty EPA do Volkswagena o naruszeniu ustawy o ochronie powietrza, cena akcji Volkswagen AG spadła o 20% na giełdzie we Frankfurcie. 22 września akcje spadły o kolejne 12%. W dniu 23 września nastąpił dalszy spadek akcji o 10,5%, do poziomu poniżej 100 € – rekordowo niskiego, zanim zaczęły nieco odrabiać straty. Ceny akcji innych niemieckich producentów samochodów zostały również dotknięte spadkiem, BMW w dół o 4,9% i Daimler w dół o 5,8%.
Katar, jeden z największych akcjonariuszy VW z 17% udziałów w spółce, stracił niemal 5 mld dolarów, kiedy wartość akcyjna spółki spadła.

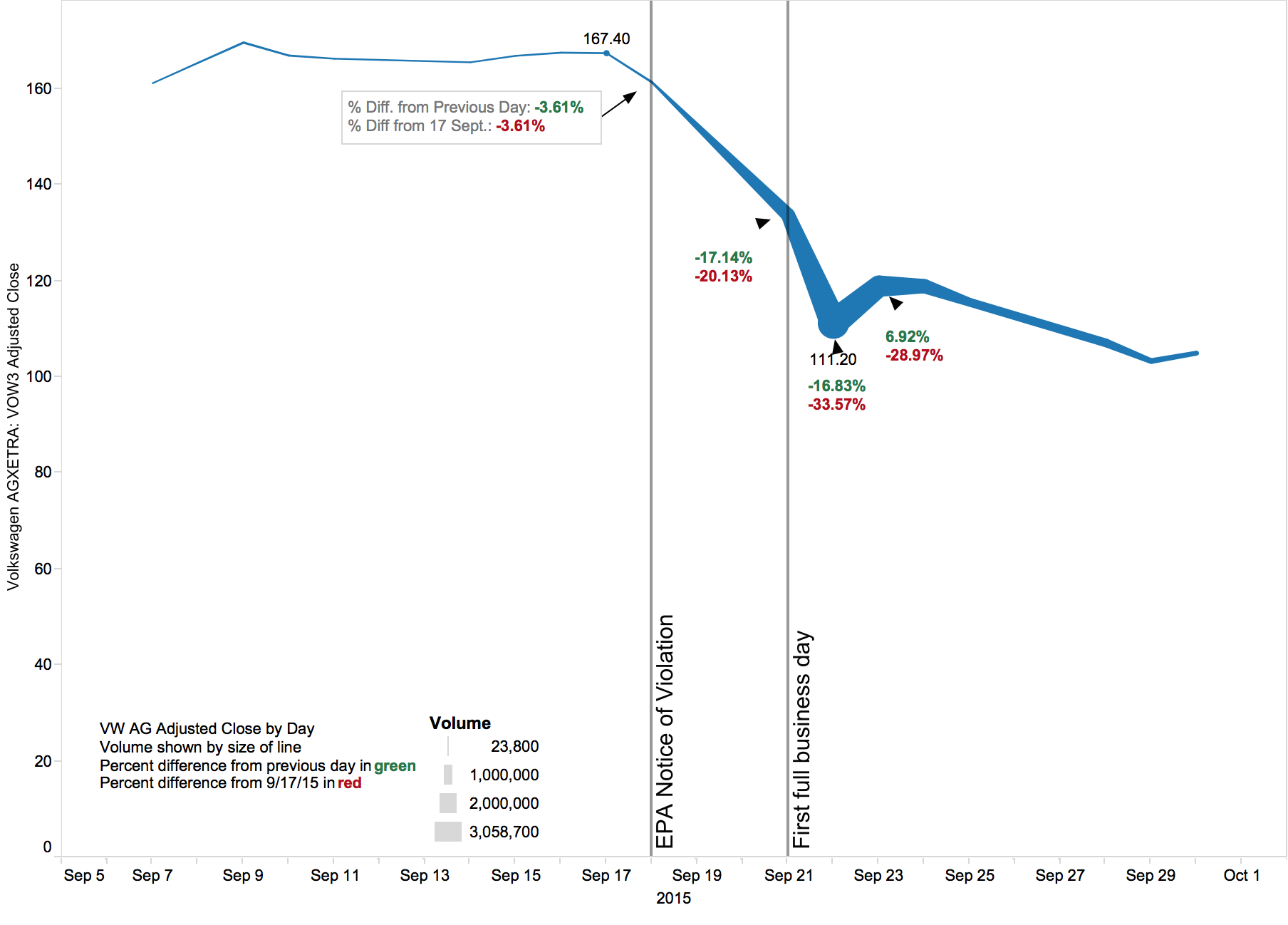
Cena akcji Volkswagen AG (VOW.DE). Szerokość linii pokazuje ilość. Tekst w kolorze zielonym jest różnicą procentową od wczorajszego zamknięcia. Na czerwono podana jest różnica procentowa od zamknięcia w dniu 17 września 2015

| Data           | Korekta zamknięcia | Ilość     | % różnica od 17.09 | % różnica od dnia poprzedniego |
| -------------- | ------------------ | --------- | ------------------ | ------------------------------ |
| 17 września    | 167                | 60,600    | 0.00%              |                                |
| 18 września    | 161                | 112,700   | -3.61%             | -3.61%                         |
| 21 września    | 134                | 1,496,700 | -20.13%            | -17.14%                        |
| 22 września    | 111                | 3,058,700 | -33.57%            | -16.83%                        |
| 23 września    | 119                | 2,381,300 | -28.97%            | 6.92%                          |
| 24 września    | 119                | 1,542,800 | -28.97%            | 0.00%                          |
| 25 września    | 116                | 880,700   | -30.97%            | -2.82%                         |
| 28 września    | 107                | 865,400   | -36.02%            | -7.31%                         |
| 29 września    | 103                | 513,700   | -38.29%            | -3.55%                         |
| 30 września    | 105                | 416,500   | -37.31%            | 1.60%                          |
| 1 października | 105                | 477,700   | -38.59%            | 0.10%                          |
| 2 października | 101                | 588,700   | -39.58%            | -3.71%                         |
| 5 października | 103                | 754,400   | -38.59%            | 1.63%                          |

### Sprzedaż
W USA sprzedaż Volkswagenów wynosiła 23 882 pojazdów w listopadzie 2015 roku, co stanowiło 24,7% spadek w stosunku do listopada 2014. Podczas gdy w Korei Południowej sprzedaż w listopadzie wzrosła o 66% w stosunku do stanu sprzed roku, do 4517 jednostek, z powodu agresywnego marketingu Volkswagena (starania, takie jak zniżki nawet do ₩18 milionów (wonów południowokoreańskich tj. ~15 600 dolarów amerykańskich po kursie z grudnia 2015) na niektóre modele).

### Reakcja mediów
Skandal emisji VW został szeroko i negatywnie nagłośniony w mediach, z nagłówkami na każdej stronie internetowej z wiadomościami. Reuters stwierdził, że kryzys w Volkswagenie może być większym zagrożeniem dla niemieckiej gospodarki niż konsekwencje greckiej niewypłacalności z roku 2015. Deutsche Welle, jeden z niemieckich nadawców państwowych, powiedział, że jest to „pozew tsunami” dla Volkswagena i że skandal zadał cios psychice narodu oraz marce „Made in Germany”. Popular Mechanics stwierdził, że skandal „jest o wiele gorszy niż wycofanie z rynku”, podkreślając, że Volkswagen angażuje się w „cyniczne oszustwo”.

### Opinia publiczna
Mimo skandalu, sondaż dla Bild sugeruje, że większość Niemców (55%) wciąż ma „wielką wiarę” w Volkswagena, a ponad trzy czwarte wierzy, że inni producenci samochodów są równie winni manipulacji. Podobnie jak sondaże przeprowadzone przez firmę doradczą Prophet w październiku 2015 roku wskazywały, że dwie trzecie Niemców uważa skandal za przesadzony i nadal uważają VW za twórcę „doskonałych samochodów”. Badanie przeprowadzone przez Northwestern University Kellogg School of Management, pokazało, że prawie 50% konsumentów w USA miało zarówno pozytywne lub bardzo pozytywne wrażenie na temat Volkswagena, natomiast 7,5% miało „bardzo negatywnie” wrażenie. Inne badanie przeprowadzone w USA przez badaczy rynku Autopacific pokazało, że 64% właścicieli pojazdów nie ufa Volkswagenowi, a tylko 25% z nich pozytywnie myśli o firmie po skandalu.

### Reakcje

#### Politycy
Kanclerz Niemiec Angela Merkel stwierdziła, że ma nadzieję, że wszystkie fakty w tej sprawie zostaną podane do wiadomości niezwłocznie, wzywając do „pełnej przejrzystości”. Dodatkowo zauważyła, że minister transportu Niemiec Alexander Dobrindt jest w ciągłym kontakcie z Volkswagenem.
Niemiecka Partia Zielonych oskarża Merkel, że miała wiedzę o urządzeniach fałszujących.
Michel Sapin, francuski minister finansów, wezwał do dochodzenia w sprawie pojazdów z silnikami wysokoprężnymi, które obejmie cały kontynent europejski.
Catherine Bearder, poseł do Parlamentu Europejskiego z południowo-wschodniej Anglii, skomentowała w dniu 27 października 2015 roku w Parlamencie Europejskim, że „teraz mamy impuls polityczny do radykalnej przebudowy, która pokaże producentom samochodów, że nie mogą omijać zasad”, broniąc ustawodawstwa UE mającego na celu w szczególności „ograniczenie śmiercionośnych zanieczyszczeń z pojazdów z silnikami wysokoprężnymi”. Jednocześnie Komisja Europejska przystąpiła do głosowania nad regulacjami, które dałyby przemysłowi samochodowemu więcej czasu do realizacji rozporządzenia, jednocześnie dopuszczając samochody, nawet w rzeczywistych testach, do emitowania NOx więcej niż dwa razy ponad dopuszczalne normy tlenków azotu (NOx) od 2019 roku i do 50% więcej od roku 2021, Bearder potępiła te przepisy.
Członek London Assembly Stephen Knight zasugerował w dniu 1 listopada 2015 roku, że pojazdy z silnikiem Diesla powinny albo być zakazane w przyszłości, albo należy przygotować rygorystyczne testy przed dopuszczeniem ich do wjazdu do niskoemisyjnej strefy Londynu. Zastępca burmistrza miasta ds. środowiska, Matthew Pencharz, odpowiedział, że takie działania mogą doprowadzić do poważnych problemów gospodarczych.

#### Przemysł motoryzacyjny i komentatorzy
Główni producenci samochodów, w tym Toyota, GM, PSA Peugeot Citroën, Renault, Mazda, Daimler, Honda, w wydawanych oświadczeniach prasowych potwierdzają zgodność ich pojazdów „ze wszystkimi przepisami i prawami rynków, na których działają. Towarzystwo producentów opisuje problem jako dotyczący „tylko jednej firmy”, twierdząc, że nie ma dowodów wskazujących, że cała branża może mieć w nim udział.
Prezes Renault-Nissan Carlos Ghosn powiedział, że byłoby ciężko ukryć wewnętrzne próby fałszowania danych dotyczących emisji pojazdów, tak jak działo się to w Volkswagen AG: „Nie sądzę, że można zrobić coś takiego, ukrywając się w krzakach”.
Jim Holder, dyrektor redakcji Haymarket Automotive, która wydaje WhatCar i Autocar, napisał, że nigdy nie było tej wielkości skandalu w branży motoryzacyjnej.
Komentator w Spiegel Online argumentował, że skandal VW wpłynie na cały przemysł niemiecki, i że niemieckie firmy działające za granicą czeka spadek konkurencyjności.
Alan Brown, przewodniczący Rady Doradczej Dealerów Volkswagen skomentował, że skandal negatywnie wpłynie na amerykańskich dealerów, którzy już zmagają się z drogimi produktami i pogarszającą się relacją pomiędzy spółką a dealerem.
Car and Driver podobnie podkreślił niezdolność VW do efektywnego działania na rynku amerykańskim, a także sugeruje, że firma znacząco nie doceniała siły EPA i w niewytłumaczalny sposób nie udało jej się wejść na giełdę, przed wybuchem skandalu, pomimo otrzymania ostrzeżenia.
Tesla Motors CEO Elon Musk został zapytany o opinię, czy skandal osłabi perspektywę konsumenta na zielone technologie; Odpowiedział mówiąc, że spodziewa się, że przeciwnie: „.. Volkswagen naprawdę pokazuje to, że osiągnęliśmy granicę tego, co jest możliwe w przypadku oleju napędowego i benzyny. Nadszedł czas, aby przejść do nowej generacji technologii”.
Podobnie, analitycy Fitch zasugerowali, że kryzys emisji diesla VW może mieć wpływ na cały przemysł motoryzacyjny, że samochody benzynowe potencjalnie skorzystają na ożywieniu w Europie i zwiększenie inwestycji w pojazdy elektryczne. Inni komentatorzy twierdzili, że silnik wysokoprężny jednak odzyska równowagę na rynku, ze względu na jego międzynarodową niezbędność, niską emisję CO2 i silną obecność w segmentach US pickup- i komercyjnych samochodów ciężarowych.
W dniu 29 września 2015 roku S&P Dow Jones Wskaźniki i RobecoSAM zdjęły Volkswagen AG z wykazu indeksów Dow Jones Sustainability po zamknięciu sesji w dniu 5 października 2015. Wśród przyczyn oświadczenie wydane przez RobecoSAM, wymienia powody społeczne i etyczne, potwierdzono też, że VW nie będzie już identyfikowane jako lider grupy w przemyśle samochodowym i części zamiennych.
Na początku października Green Car Journal unieważnił nagrodę Zielony Samochód Roku dla modeli, które „najlepiej podniosły poprzeczkę wydajności”, a którą zostały nagrodzone VW Jetta TDI 2010 i model Audi A3 TDI 2009 r.
Skandal w VW ogólnie podniósł świadomość wysokiego poziomu zanieczyszczenia emitowanego przez pojazdy z silnikiem Diesla konstruowane przez wielu producentów samochodów, w tym Volvo, Renault, Mercedes, Jeep, Hyundai, Citroen, BMW, Mazda, Fiat, Ford i Peugeot. Niezależne testy przeprowadzone przez ADAC udowodniły, że w normalnych warunkach jazdy pojazdy z silnikiem Diesla, w tym Volvo S60, Renault Espace Energii i Jeep Renegade, przekroczyły europejskie limity emisji dla tlenków azotu (NOx) ponad 10 razy. Badacze skrytykowali nieadekwatność przepisów do rozwoju techniki i wezwali do stosowania testu pod egidą ONZ, który lepiej odzwierciedla warunki jazdy z prawdziwego życia. Test ma nie wejść w życie do 2017 roku. Krytycy mówią, że firmy samochodowe lobbowały ostro za opóźnieniem jego realizacji ze względu na wysokie koszty spełnienia bardziej rygorystycznych wymogów kontroli w zakresie ochrony środowiska. The Washington Post poinformował również, że w latach 1990. Inżynierowie EPA w Virginia Laboratorium stworzyli system o nazwie ROVER, przeznaczony do testowania emisji na drodze. Projekt został zamknięty w 2001 roku, pomimo wstępnych badań wskazujących luki pomiędzy pomiarami emisji z badań laboratoryjnych i rzeczywistych badań światowych o 10 do 20 procent.
W grudniu 2015 roku grupa liderów biznesu i ochrony środowiska, w tym Elon Musk z Tesla, wystosowali list otwarty do CARB, wzywając agencję do zwolnienia VW od konieczności wycofania 85 000 pojazdów z silnikami wysokoprężnymi, których dotyczy skandal w USA. Twierdzili, że VW powinien zostać poproszony o alokację zasobów do przyspieszonego wyprodukowania pojazdów o zerowej emisji („leczyć powietrze, a nie samochody”). List, który obejmuje 5-stopniową drogę do wyegzekwowania planu, twierdzi, że takie postępowanie może doprowadzić do „10 do 1 lub nawet większej redukcji emisji zanieczyszczeń w porównaniu do zanieczyszczenia związanego z oszustwem floty diesel”. Natomiast sugeruje, że dotknięte pojazdy na drogach w Kalifornii „stanowią nieznaczną część całkowitej emisji pojazdów w państwie” i „indywidualnie, nie stwarzają żadnego ryzyka związanego z emisją zanieczyszczeń dla ich właścicieli lub innych osób”.

## Poprzednie sprawy dotyczące fałszowania pomiarów emisji spalin
Sprawa emisji diesli TDI w VW nie jest pierwszym przykładem stosowania urządzeń fałszujących. Nie pierwszy raz producenci samochodów skorzystali z różnicy pomiędzy warunkami szczegółowych badań laboratoryjnych w celu uruchomienia kontroli emisji jedynie w czasie testów, a nie w czasie normalnej jazdy.
W 1973 roku Chrysler, Ford Motor Company, General Motors, Toyota i Volkswagen musiały zdjąć przełączniki temperatury otoczenia, które wpływały na wyniki badań emisji, choć firmy zaprzeczyły celowemu oszustwu i twierdziły, że strategie takie jak wzbogacenie mieszanki paliwa podczas okresów rozgrzewania zimnego silnika mogą zmniejszyć ogólną ilość zanieczyszczeń. Przełączniki kazano usunąć z produkcji, ale samochody już sprzedane nie musiały być poprawiane, a grzywny były stosunkowo skromne.
W 1996 roku General Motors musiał zapłacić niemal rekordową grzywnę w wysokości 11 mln dolarów i wycofać 470 000 pojazdów, z powodu oprogramowania ECU zaprogramowanego tak, aby odłączyć kontrolę emisji spalin w warunkach, kiedy samochody nie były testowane przez EPA w laboratorium. Modele Cadillac z lat 1991–1995 zostały zaprogramowane, aby po prostu wzbogacić mieszankę paliwa silnika, zwiększając zanieczyszczenie tlenkiem węgla (CO) i zanieczyszczenie z niespalonych węglowodorów (HC), zawsze gdy klimatyzacja samochodu lub ogrzewanie były włączone, ponieważ protokół badania wykazywał, że podczas testów były wyłączone.
W 1998 roku Honda Motor Company musiała wydać 267 mln dolarów na skorygowanie wyłączania urządzenia monitorującego brak zapłonu w 1,6 miliona pojazdów z roczników 1996 i 1997. Ford Motor Company zapłacił 7,8 mln dolarów za zaprogramowanie 60 000 vanów Ford Econoline, aby utrzymać niską emisję podczas 20-minutowych rutynowych testów EPA, a następnie wyłączenie kontroli emisji podczas normalnej eksploatacji w celu zmniejszenia zużycia paliwa.
Inna strategia oparta na pomiarze czasu została zastosowana przez siedmiu producentów samochodów ciężarowych: Caterpillar Inc., Cummins Engine Company, Detroit Diesel Corporation, Mack Trucks, Navistar International, Renault Véhicules Industriels i Volvo Trucks, którzy w 1998 roku zapłacili największą jak dotąd karę 83,4 mln euro, za zaprogramowanie ciężarówek do utrzymania niskiej emisji NOx podczas cyklu testów, a następnie wyłączenie kontroli i emitowanie ponad trzykrotnie maksymalnej dawki zanieczyszczeń podczas normalnej jazdy autostradą, w taki sam sposób, jak Volkswagen obecnie.
Celem i Forda i producentów pojazdów ciężarowych było niższe zużycie paliwa niż można osiągnąć w ramach limitów zanieczyszczeń. Główni producenci samochodów ciężarowych musieli wydać 1 mld dolarów na naprawę problemu, który dotknął 1,3 miliona silników wysokoprężnych.
Pomimo że afera Volkswagena ma znaczące precedensy, Centrum Auto Bezpieczeństwa Clarence Ditlow twierdzi, że Volkswagen „wszedł na kolejny poziom wyrafinowanego oszustwa, jakiego nigdy dotąd nie widzieliśmy”.